# 切特尼克
切特尼克，正式名称是南斯拉夫军队切特尼克支队，又称南斯拉夫祖国军、拉夫纳·高拉运动，是第二次世界大戰期間活動於南斯拉夫地區的塞尔维亚极右翼民族主义武装。“切特尼克”一词起源自土耳其语词汇“çete”，意为“掠夺”和“燃烧”。南斯拉夫戰敗後一段時間成為和南斯拉夫共產游擊隊一樣的抵抗運動，但隨後變成和德國及意大利佔領軍合作的組織一同針對共產主義游擊隊。

## 緣起

### 早期
类似于游击战的小规模叛乱活动在南斯拉夫地区由来已久，尤其是在那些长期处于奥斯曼帝国统治下的地区。在1804年开始的塞尔维亚革命中，土匪连队（hajdučke čete）发挥了重要作用，直到大规模战斗使奥斯曼军队占上风，起义于1813年被镇压。两年后爆发了第二次叛乱，游击队再次发挥了重要作用，协助建立了部分独立的塞尔维亚公国，该公国在1833年得到显着扩张，并于1878年完全独立。1882年，公国成为塞尔维亚王国。
1904年至1912年间，一小群在塞尔维亚被私人招募、装备和资助的雇佣兵前往奥斯曼帝国境内的马其顿地区，目的是将马其顿从奥斯曼帝国的统治下解放出来，并将其并入塞尔维亚，无论当地人的想法。这些团体主要由塞尔维亚皇家陆军的现役军官和士官指挥和领导，塞尔维亚政府很快接管了这些活动的方向。希腊和保加利亚也向马其顿派遣了类似的部队，他们也希望将该地区纳入自己的国家，导致塞尔维亚切特尼克人与来自保加利亚的对手以及奥斯曼当局发生冲突。除了政治立场为社会民主主义的媒体之外，切特尼克的这些行动在塞尔维亚得到了支持，并被解释为符合国家利益。这些切特尼克人的活动在1908年奥斯曼帝国青年土耳其党人革命后基本停止。切特尼克活跃于1912年至1913年的巴尔干战争；在第一次针对奥斯曼帝国的巴尔干战争期间，他们被用作先头部队，在前进的军队之前骚扰敌人，攻击敌后的通信，散布恐慌和混乱，作为野战宪兵并在占领区建立基本的行政管理。在第二次巴尔干战争中，它们还被用来对付保加利亚人。巴尔干战争后，切特尼克被用于平定战争期间获得的塞尔维亚新地区。
由于切特尼克在巴尔干战争对的出色表现，他们被塞尔维亚政府青睐，塞尔维亚军队在第一次世界大战中以同样的方式使用了切特尼克，尽管它们做出了贡献，但损失惨重。在1914年至1915年的塞尔维亚战役结束后，他们在大撤退中撤回了科孚岛，随后在马其顿前线作战。黑山切特尼克组织还反对奥匈帝国对该国的占领。1916年底，新的切特尼克正在组织起来，在保加利亚占领的塞尔维亚东南部作战。由于担心大规模起义遭到报复，塞尔维亚军队派遣了切特尼克老将领导人科斯塔·佩恰纳茨（Kosta Pećanac）前去阻止起义。然而，保加利亚人开始征召塞尔维亚人，数百人加入了切特尼克。这导致了1917年在 Kosta Vojinović 领导下的托普利卡起义，佩恰纳克最终加入了该起义。起义最终被保加利亚和奥匈帝国镇压，随后对平民进行了血腥报复。 佩恰纳克随后带领切特尼克对保加利亚占领地区进行破坏和袭击，然后渗透到奥匈帝国占领区。就在战争结束之前，切特尼克被解散，一些被遣送回国，另一些则被其他军队吸收，而南斯拉夫王国于1918年12月1日在战争刚结束时由塞尔维亚、黑山和奥匈帝国的南斯拉夫人居住区合并而成。

### 战间期
由于自1904年以来，切特尼克一直是塞尔维亚独立的急先锋，切特尼克退伍军人一直是南斯拉夫的塞尔维亚爱国团体之一。1921年，切特尼克退伍军人在贝尔格莱德组织了“切特尼克祖国自由与荣誉协会”，其组织目的是讲述切特尼克历史，传播爱国思想，并照顾牺牲成员的遗孤以及残疾的切特尼克成员。它也是一个政治压力集团，从一开始就有人质疑它的领导能力和政治意识形态。最初，该组织的主要政治影响力是南斯拉夫民主党，但占主导地位的人民激进党对影响力的挑战导致了1924年的分裂。1924年，该协会中亲激进的大塞尔维亚的人脱离，成立了两个新组织，即“塞尔维亚切特尼克争取国王和祖国协会”和“"Association of Serbian Chetniks 'Petar Mrkonjić”。1925年7月，这两个组织合并为“"Association of Serbian Chetniks 'Petar Mrkonjić' for King and Fatherland”，由普尼沙·拉契奇领导，他于1927年当选为国民议会激进派代表，并于1928年在国民议会谋杀了三名克罗地亚农民党代表。他主持了大量的争论，直到该组织停止运作。1929年亚历山大国王实行皇家独裁统治后，国家更名为南斯拉夫王国，拉契奇的组织解散，前异见人士重新加入了最初的“Chetnik Association for the Freedom and Honor of the Fatherland”，该组织得到了官方批准。
在第一次世界大战结束和南斯拉夫王国成立后，立即发生了广泛的动乱。亲保加利亚的情绪在马其顿盛行，而贝尔格莱德政府称马其顿为「南塞尔维亚」。马其顿民众对该政权几乎没有支持，但是政府仍在马其顿采取了广泛措施“塞尔维亚化”，包括关闭保加利亚东正教学校，修订历史教科书，解雇“不可靠”的教师，禁止使用保加利亚语，并对那些被判从事反国家活动的人判处长期监禁。1918年至1924年间，300多名大保加利亚的马其顿拥护者被谋杀，数千人在同一时期被捕，大约50000名士兵驻扎在马其顿。成千上万的塞族人定居在马其顿，其中切特尼克，包括Jovan Babunski领导的一支，被组织起来恐吓民众，杀害亲保加利亚的抵抗运动领导人，并迫使当地民众为军队强迫劳动。马其顿内部革命组织的抵抗遭遇了进一步的阻碍，其中包括1922年成立了以马其顿东部什蒂普为基地的反对保加利亚土匪协会（Association against Bulgarian Bandits）。这个组织很快就因不分青红皂白地恐吓马其顿民众而名声大噪。佩恰纳克和他的切特尼克成员也积极与阿尔巴尼亚人作战。
即使在独裁统治的同质化压力下，切特尼克也不是一个铁板一块的运动。1929年，伊利亚·特里富诺维奇-比尔查宁（Ilija Trifunović-Birčanin）成为该协会主席，任职至1932年，他成为另一个塞尔维亚民族主义组织民族自卫组织的主席，并成立了竞争对手“老切特尼克人协会（Association of Old Chetniks）”，但后者从未挑战过主要的切特尼克组织。接替他的是科斯塔·佩恰纳茨，他继续领导该组织，直到1941年4月入侵南斯拉夫。从1929年开始，主要的切特尼克组织在塞尔维亚本土以外的至少24个城镇建立了分会，其中许多城镇有大量克罗地亚人口。塞族“民族沙文主义”运动在塞尔维亚境外的扩张加剧了种族紧张局势，尤其是塞族和克罗地亚人之间的冲突。在Pećanac的领导下，切特尼克组织的成员向没有参加过战争、出于政治和经济原因而想要加入的年轻新成员开放。在佩恰纳克的领导下，切特尼克组织的成员资格向未在战争中服役但出于政治和经济原因而有兴趣加入的新年轻成员开放，在 1930 年代期间，他从一个专注于民族主义退伍军人以及保护退伍军人的组织中变成了一个激进的塞尔维亚民族主义政治组织，该组织在整个南斯拉夫拥有1,000多个团体的500000名成员。 但是，伊利亚·特里富诺维奇-比尔查宁和其他人对切特尼克的激进扩张及其背离传统切特尼克理想的做法感到不满。1935年后，以克罗地亚人为主的萨瓦河省和几乎完全是斯洛文尼亚人的德拉瓦河省都正式禁止了切特尼克的活动。在此期间，佩恰纳克与1935年至1939年统治南斯拉夫的极右翼南斯拉夫激进联盟的米兰·斯托亚迪诺维奇（Milan Stojadinović）政府建立了密切联系。在两次世界大战期间，对军队初级军官进行了有限的游击战训练，1929年政府出版了关于游击战手册以提供指导。1938年，总参谋部修订了1929年详述的方法，承认在现代战争中不可能进行类似于1904年至1918年间切特尼克进行的行动，并明确表示不会将任何重要的战时职能委托给切特尼克成员。

## 历史

### 初始

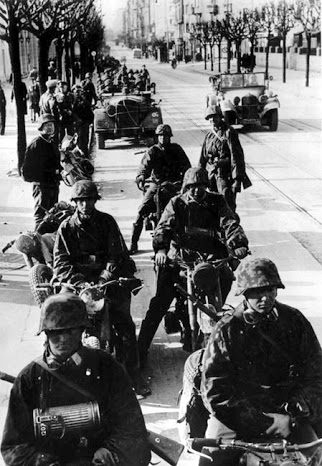
攻占南斯拉夫首都贝尔格莱德的德军武装党卫队士兵。

1939年9月第二次世界大战爆发后，南斯拉夫的总参谋部意识到南斯拉夫尚未准备好与轴心国开战，并担心邻国在南斯拉夫引发内战。1940年4月，总参谋部尽管对将切特尼克用于游击战存有疑虑，但还是成立了切特尼克司令部，该司令部最终由分布在全国各地的六个完整营组成。 然而，从1938年至1941年的一系列南斯拉夫战争计划可以清楚地看出，在1941年4月轴心国入侵南斯拉夫之前，总参谋部并没有真正致力于游击战，也没有认真考虑让切特尼克在战争中发挥作用。入侵前不久，总参谋部找到佩恰纳克，授权他在第5集团军地区组织游击队，并为此提供武器和资金，而第5集团军负责保卫南斯拉夫与罗马尼亚和保加利亚边界。
1941年4月6日，德国、意大利和匈牙利入侵并占领南斯拉夫，南斯拉夫被卷入第二次世界大战，随后南斯拉夫被瓜分。 一些南斯拉夫领土被轴心国的邻国匈牙利、保加利亚和意大利吞并。德国人设计并支持建立一个傀儡法西斯国家，即由乌斯塔沙控制的克罗地亚独立国，该国大致包括战前克罗地亚的大部分地区，以及现今波黑的其余地区和一些邻近的领土。 投降后，南斯拉夫国王彼得二世和他的政府开始流亡，并于6月在伦敦重组为西方盟军承认的南斯拉夫流亡政府。切特尼克司令部的所有成员都在入侵期间被俘，而没有任何记录表明他们被用于预期目的，也没有记录表明这些单位的成员在投降后以任何有组织的方式运作。
在入侵初期，德拉查·米哈伊洛维奇是部署在波斯尼亚的第2集团军的副参谋长。4月13日，当司令部决定投降时，他于4月15日指挥位于多博伊的一支部队。当米哈伊洛维奇决定不服从投降命令时，该部队的几十名成员（几乎全是塞族人）加入了他的行列，并一同离开。他们先向东南行进，然后向东行进，目标是到达成为德国占领的塞尔维亚领土的山区内陆，希望与选择继续抵抗的部队会合，在最初几天，米哈伊洛维奇的小组遭到德军的袭击，后续又有其他士兵也加入了该组织。4月28日，这支队伍约有80人，并于次日越过德里纳河进入塞尔维亚被占领土，尽管在接下来的几天里，一些军官和士兵被德军打死，但他们更担心即将到来的困难和不确定性。渡过德里纳河后，该团体还遭到隶属于傀儡政府的宪兵的袭击。5月6日，米哈伊洛维奇的剩余部队在乌日策附近被德军包围，部队几乎被完全摧毁。5月13日，米哈伊洛维奇抵达位于被占领土中部上米拉诺瓦茨附近的荒山野岭，而当时他的小组只有几十人。 此时，他们意识到军队无法能够与德军抗衡，他们面临着是自己向德国人投降还是组成抵抗运动核心的决定。显然，米哈伊洛维奇和他的部下选择了后者。 由于其总部的位置，他们的组织被称为“拉夫纳·高拉运动”。
虽然切特尼克运动的拥护者声称米哈伊洛维奇的切特尼克是二战期间在南斯拉夫建立的第一个抵抗运动，如果将抵抗运动定义为相对大量的政治和军事组织，这种说法就不准确了。不久，米哈伊洛维奇的切特尼克部队设立了一个指挥所，并自称为“南斯拉夫军队切特尼克分队“。虽然这个名字显然是早期“Chetniks”的派生词，并得到了许多切特尼克成员的呼应，但米哈伊洛维奇的组织与两次世界大战之间的各种切特尼克协会或1940年成立的切特尼克司令部没有任何联系。
在8月，切特尼克中央全国委员会（塞尔维亚-克罗地亚语：Centralni Nacionalni Komitet，以下简称CNK）成立，CNK为米哈伊洛维奇提供国内和国际政治事务的建议，并在被占领的南斯拉夫其他地区的平民百姓联络，也因此切特尼克得到了强有力的支持。这些成员是战前在塞尔维亚政治和文化界有一定地位的人，一些CNK成员还在支持该运动的贝尔格莱德切特尼克委员会任职。早期CNK的大部分成员来自规模较小的南斯拉夫共和党或农业党。CNK 的三位最重要的成员组成了大部分战争的执行委员会，他们是：德拉吉沙·瓦西奇（Dragiša Vasić），一名塞尔维亚民族主义律师，同时也是共和党前党员；斯蒂万·莫列维奇（Stevan Moljević），一名波斯尼亚塞族律师以及姆拉登·茹乔维奇 (Mladen Žujović) ，他也是一名律师及南斯拉夫共和党成员。瓦西奇是三人中最重要的一个，米哈伊洛维奇指定他为三人委员会的高级成员。

### 意识形态
从1941年5月切特尼克运动开始到1944年1月的圣萨瓦大会，运动的意识形态和目标以一系列文件形式公布。 1941年6月，在莫列维奇成为 CNK 的成员之前，他就写了一份题为“同质塞尔维亚”的文章，他在其中主张在大南斯拉夫内建立一个大塞尔维亚，其中不仅包括绝大多数前南斯拉夫的领土，但也有大量属于南斯拉夫邻国的领土。 其中，大塞尔维亚将占南斯拉夫总领土和人口的65-70%，而克罗地亚将沦为一小块。他的计划还包括大规模人口转移，将非塞族人逐出大塞尔维亚境内，尽管他没有提出怎样进行以及驱逐人数的数字。
同时，贝尔格莱德切特尼克委员会制定了一项提案，其提案莫列维奇的计划非常相似，但更进一步提供了大塞尔维亚如何进行大规模人口转移的细节。它主张从大塞尔维亚驱逐267.5万人，其中包括 100 万克罗地亚人和 50 万德国人。最终，共有131万塞尔维亚人将从其边界之外被带回到大塞尔维亚，其中300,000人将是来自克罗地亚的塞尔维亚人。 然而，大塞尔维亚不会完全是塞尔维亚人，因为大约200,000克罗地亚人将被允许留在其境内。 提案中没有提出将波斯尼亚人迁出大塞尔维亚的数字，但他们被确定为一个“问题”，需要在战争的最后阶段和之后立即解决。CNK在8月成立后批准了大塞尔维亚项目。米哈伊洛维奇本人可是一名铁杆塞族民族主义者，他支持几乎所有的提案。这是因为它们的内容反映在 1941 年切特尼克一篇题为“我们的道路”的传单中，他在12月向塞尔维亚人民发布的公告以及1941年12月20日给帕夫勒·久里希和拉希奇的一系列详细指示中具体提到了它们。贝尔格莱德切特尼克委员会的提案也于9月从被占领的塞尔维亚偷运出来出来，并由切特尼克特工米洛什·塞库利奇 (Miloš Sekulić) 交给伦敦的南斯拉夫流亡政府。
1942年3月，切特尼克迪纳拉分部发表了一项声明。次月，来自波斯尼亚和黑塞哥维那、达尔马提亚北部和利卡的切特尼克指挥官在克宁举行的会议上接受了该声明。该计划包含的细节与 米哈伊洛维奇在1941年12月对帕夫勒·久里希奇和拉希奇的指示中包含的细节非常相似。它提到在这些地区动员塞族人“清洗”该地区其他族裔群体，并采取了几个额外的战略：与意大利占领者合作；坚决反对新民主党部队和游击队；给予波斯尼亚穆斯林体面的待遇，以阻止他们加入游击队（尽管他们后来可能会被消灭）；以及组建亲南斯拉夫、反党派的克罗地亚人的克罗地亚切特尼克部队。
1942年11月30日至12月2日，黑山青年切特尼克知识分子会议在意大利占领的黑山的Šahovići举行。米哈伊洛维奇没有出席，但他的幕僚长扎哈里耶·奥斯托伊奇和其他成员参加。他们提出了一些战略，这些战略构成了整个切特尼克计划的重要和扩展版本它强化了切特尼克运动的大塞尔维亚目标，此外还主张保留卡拉乔杰维奇王朝，支持一个统一的南斯拉夫，拥有自治的塞族、克罗地亚人和斯洛文尼亚人地区，但不包括马其顿人、黑山人等其他南斯拉夫人以及其他少数民族的实体。它设想了一个战后的切特尼克政权，在国王的批准下，该政权将掌握国内的所有权力，从切特尼克部队中招募宪兵，并在全国大力其宣传意识形态。
1944年1月圣萨瓦代表大会之前出现的最后一份关于切特尼克意识形态的文件是切特尼克领导层在1942年末与黑山青年切特尼克知识分子会议的同时编写的一份手册。手册中解释说，切特尼克将战争分为三个阶段：外族入侵和投降；一段时间的组织和等待，直到有条件发动反对占领军的大起义；最后是对占领者和所有权力竞争对手的全面反击，切特尼克对南斯拉夫的完全控制，驱逐大多数少数民族，逮捕所有内部敌人。至关重要的是，它确定了第二阶段最重要的两项任务：确保在没有任何政党政治影响的情况下，由切特尼克领导的第三阶段组织；以及使其内部敌人丧失能力，首要目标是游击队。对游击队和乌斯塔沙的复仇被作为“神圣职责”纳入手册。
该手册对南斯拉夫主义进行了一些口头上的宣传，但切特尼克并不真正希望成为一个大南斯拉夫运动，因为这与他们在大南斯拉夫内部实现大塞尔维亚的主要目标不符。由于他们的塞族民族主义立场，他们从未对南斯拉夫的“民族问题”形成现实的看法，因为他们无视南斯拉夫其他人的合法利益。因此，他们的意识形态对非塞族人来说从来都没有吸引力，除了那些认为自己是塞族的马其顿人和黑山人。切特尼克的大塞尔维亚意识形态与长期传统意识形态不同的唯一新方面是他们计划“清洗”生活在大塞尔维亚的非塞族人，这显然是对乌斯塔沙屠杀塞族人的回应。
详细说明切特尼克意识形态的最终文件是由米哈伊洛维奇于1944年1月召开的圣萨瓦代表大会制定的，以回应1943年11月南斯拉夫共产党领导的南斯拉夫反法西斯人民解放委员会第二次会议。会议中决定，战后的南斯拉夫将是一个以六个平等组成共和国为基础的联邦共和国，声称它是南斯拉夫的唯一合法政府，并剥夺了国王在全民公投决定其统治未来之前从流亡中返回的权利。在第二次会议后的一个月，同盟国在德黑兰举行会议，决定向游击队提供支持，并撤回对切特尼克的支持。
圣萨瓦大会制定的这份文件名为“The Goals of the Ravna Gora Movement”。分为两部分。第一部分，南斯拉夫将是一个有三个单位的民主联邦，塞尔维亚人、克罗地亚人和斯洛文尼亚人各一个地区，少数民族将被驱逐。第二部分，运动的塞尔维亚目标强化了切特尼克现有的想法，即所有塞尔维亚省份将在联邦安排内统一为塞尔维亚地区，基于南斯拉夫所有塞族地区之间的团结，并处于一院制议会领导下。 大会还决定南斯拉夫应该是一个由塞族君主领导的君主立宪制国家。
除了塞尔维亚的民族收复主义的目标之外，但米哈伊洛维奇的切特尼克是一个极端的塞尔维亚民族主义组织，虽然它口头上支持南斯拉夫主义，但实际上反对它。切特尼克也反克罗地亚、反穆斯林、反共主义和支持君主制。鉴于南斯拉夫的种族和宗教分裂，切特尼克其狭隘的意识形态严重影响了其它的军事能力和政治潜力。政治学家Sabrina Ramet观察到，“切特尼克的政治计划和他们的合作程度都得到了充分且大量的记录；因此，令人失望的是，仍然有人认为，除了试图实现一个种族同质的大塞尔维亚国家的愿景之外，切特尼克人还打算在短期内通过与轴心国部队合作来推进这一愿景”。

### 组成

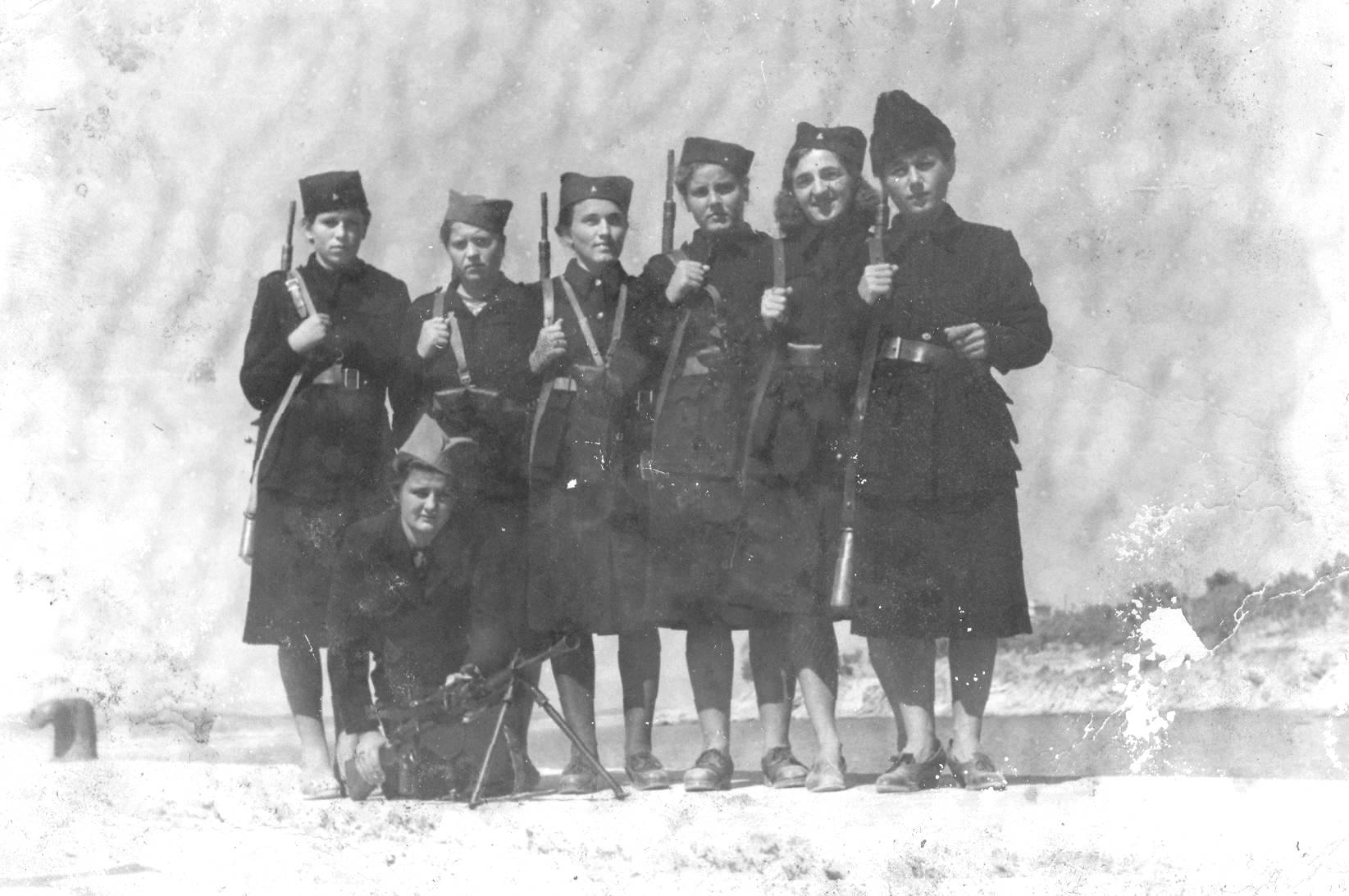
切特尼克的女性成员

除了大量被认定为塞尔维亚人的黑山人外，切特尼克几乎完全由塞尔维亚人组成，他们由“当地防御部队、抢劫的塞族村民、反党派辅助人员、被强制动员的农民和武装难民组成，而一小群未被俘虏的南斯拉夫军官正试图将他们塑造成一支有组织的战斗部队，但没有成功”。上述1942年末的《切特尼克手册》讨论了招募大量克罗地亚人参加该运动的想法，但该运动只吸引了达尔马提亚中部和普里波耶的一小群与切特尼克结盟的克罗地亚人，他们在切特尼克人中从未具有任何政治或军事意义。在意大利吞并的卢布尔雅那，卡尔·诺瓦克（Karl Novak）领导下的一小群斯洛文尼亚人也支持米哈伊洛维奇，但他们也从未发挥过重要作用。
波斯尼亚各地的穆斯林和塞族人之间长期存在相互仇恨，在1941年4月下旬至5月期间，第一次切特尼克大规模暴行发生在波斯尼亚和黑塞哥维那以及其他种族混杂地区的非塞族人身上。一些生活在桑扎克和波斯尼亚穆斯林支持米哈伊洛维奇，一些犹太人加入了切特尼克，尤其是那些属于右翼犹太复国主义贝塔运动的成员，但他们被塞尔维亚人的仇外心理疏远并最终离开，其中一些人加入了到游击队。切特尼克与意大利人和后来的德国人的合作也可能是犹太人拒绝切特尼克运动的一个因素。 绝大多数东正教神父都支持切特尼克，其中一些人甚至成为指挥官。
切特尼克的政策禁止女性在组织内担任重要角色。没有女性参加战斗部队，并且仅限于护理和偶尔的情报工作。在南斯拉夫切特尼克最强大的地区，女性农民地位很低，她们本可以在军事、政治和心理方面得到利用和优势。对待女性也是切特尼克和共产主义游击队之间的根本区别，而切特尼克的宣传贬低了游击队中的女性角色。

### 早期活动
最初，米哈伊洛维奇专注于在不同地区招募和建立团体、筹集资金、建立联系网络以及收集武器和弹药。 从一开始，他们的战略就是组织和增强他们的力量，但推迟对占领军的武装行动，直到他们盟军在南斯拉夫登陆时撤退。
战前的切特尼克领导人佩恰纳克很快就与塞尔维亚救国政府达成了协议。“有兴趣抵抗占领国”的米哈伊洛维奇在Ravna Gora设立了总部，并将他的组织命名为“拉夫纳·高拉运动”，以将其与佩恰纳克的切特尼克区分开来。然而，其他切特尼克成员选择与德国人合作后，切特尼克这个名字再次与米哈伊洛维奇联系在一起。
该运动后来更名为“南斯拉夫祖国军”，尽管该运动的原始名称在整个战争期间仍然是最常用的名称，甚至在切特尼克中也是如此。 正是这些部队在整个第二次世界大战期间通常被称为“切特尼克”，尽管这个名字也被其他较小的团体使用，包括佩恰纳克、内迪奇和迪米特里耶·约蒂奇。1941年6月，在巴巴罗萨行动开始后，由铁托领导的游击队组织了一场起义，在1941年6月至11月期间，切特尼克和游击队在他们的反轴心国活动中大体上进行了合作。
1941年7月初，切特尼克在塞尔维亚西部发动了一场起义，他们与游击队一起反对德国占领军。起初，在洛兹尼察、罗加蒂察、巴尼亚科维利亚查和奥洛沃地区的起义取得了早期胜利。1941年9月19日，铁托和米哈伊洛维奇在斯特鲁加尼克首次会面，铁托向授予米哈伊洛维奇参谋长职位，以换取游击队和切特尼克的合并。但是，米哈伊洛维奇害怕遭到德国人的报复，便拒绝了铁托的请求，但承诺不会攻击游击队。米哈伊洛维奇认为他拒绝的原因是出于人道主义的，是为了防止德国人因为士兵受伤或死亡而针对塞尔维亚人进行报复。10月20日，铁托向米哈伊洛维奇提出了一项12点方案，作为合作的基础。六天后，铁托和米哈伊洛维奇在切特尼克的总部会面，米哈伊洛奇在那里拒绝了铁托提议的要点，包括建立共同总部、对德国人和傀儡政府采取联合军事行动、建立联合参谋部供应部队和组建民族解放委员会。由于抵抗力量之间的协调不力，这些分歧导致黑山和新帕扎尔的起义被镇压。米哈伊洛维奇对持续报复的担忧变成了现实，德军在克拉列沃和克拉古耶瓦茨针对塞族平民进行了两次大规模屠杀。克罗地亚独立国针对塞尔维亚人的屠杀也在如火如荼地进行，数千名塞族平民被乌斯塔沙杀害。10月下旬，米哈伊洛维奇得出结论，游击队和轴心国部队是切特尼克的主要敌人。
为了避免对塞族平民的报复，米哈伊洛维奇的切特尼克部队作为游击队而不是正规军作战。据估计，在被占领的南斯拉夫有四分之三的东正教神职人员支持切特尼克，而一些神职人员甚至选择成为了切特尼克指挥官。虽然游击队选择了公开的破坏行为，导致轴心国军队对平民进行报复，但切特尼克选择了更微妙的抵抗形式。切特尼克没有用炸弹来摧毁铁轨或扰乱铁路线，而是选择污染了铁路燃料来源或篡改了火车机械部件，使火车在脱轨或故障。这些破坏行为严重削弱了在北非作战的非洲军团的补给线。

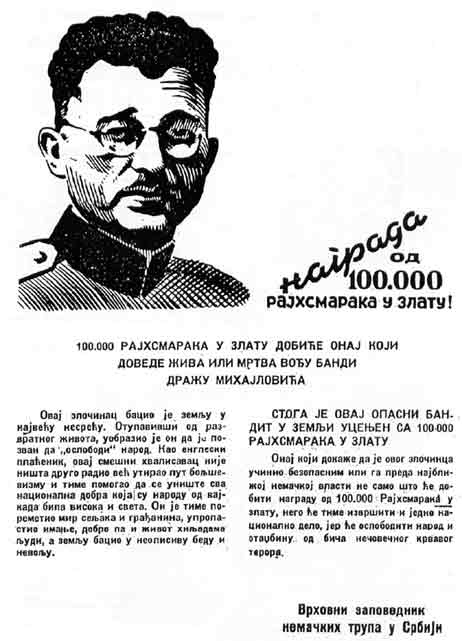
1943年，德国人对米哈伊洛维奇的通缉令

1941年11月2日，米哈伊洛维奇的切特尼克部队袭击了位于乌日采的游击队总部。但是，切特尼克的进攻被游击队击退并在第二天又进行了反击，切特尼克在这两场战斗中损失了1000人和大量武器。11月18日，米哈伊洛维奇接受了铁托的停战提议，尽管建立共同战线的尝试失败了。当月，英国政府应南斯拉夫流亡政府的要求，坚持让铁托任命米哈伊洛奇为南斯拉夫抵抗力量的总司令，但他拒绝了这一要求。
尽管游击队和切特尼克签署了停战协议，但是切特尼克一而再再而三的违反切特尼克和游击队的停战协定，首先是在10月杀害了一名当地游击队指挥官，后来在米哈伊洛维奇的手下的命令下，在11月屠杀了30名游击队支持者，其中大部分是女性和伤员。尽管如此，波斯尼亚东部的切特尼克和游击队仍继续合作了一段时间。
1941年12月，国王彼得二世领导下流亡伦敦的南斯拉夫政府将米哈伊洛维奇提升为准将，并任命他为南斯拉夫本土军司令。此时，米哈伊洛维奇已经与救国政府以及德国建立了友好关系，并要求德国人提供武器以对抗游击队。但是，弗朗茨·伯姆（Franz Böhme）将军拒绝了他么的要求，他表示他们可以自己对付游击队，并要求米哈伊洛维奇投降。大约在这个时候，德国人对米哈伊洛维奇的部队发动了进攻，并有效地将切特尼克部队击溃。大部分切特尼克部队撤退到波斯尼亚东部和桑扎克，切特尼克的活动中心转移到克罗地亚独立国。英国与米哈伊洛维奇的联络人建议盟军指挥部停止向切特尼克提供补给，因为切特尼克在德国进攻乌日策时袭击了游击队，但英国仍然继续提供补给。
在1941年和1942年期间，切特尼克和游击队都为盟军战俘提供了帮助，尤其是在途经南斯拉夫前往轴心国战俘营的途中从铁路车厢中逃跑的来自澳新军团的俘虏。根据历史学家的说法，盟军在克里特岛战役中战败后，战俘乘坐火车车厢经由南斯拉夫运送到集中营，一些澳新军团士兵在被占领的塞尔维亚逃离。米哈伊洛维奇指挥下的切特尼克为这些逃跑的澳新军团战俘提供了帮助，要么被切特尼克送回盟国，要么被德国人重新俘虏。

### 反南斯拉夫游击队攻势
1942年4月，位于波斯尼亚的共产党人成立了两个突击反切特尼克营，由1200名塞族士兵组成并与切特尼克作战。战争后期，盟军正在认真考虑进攻巴尔干半岛，因此南斯拉夫境内的抵抗运动的重要性增加，并且盟军需要确定这两个派别中的哪一个正在与德国人作战。一些英国的特别行动执行处特工被派往南斯拉夫，以确定当地的情况。根据1980年首次公布的新档案证据，米哈伊洛维奇及其切特尼克与英国联络官查尔斯·阿姆斯特朗将轴心国采取一些攻击被错误地归咎于铁托及其游击队。与此同时，德国人也意识到南斯拉夫日益重要，决定以坚决的攻势消灭游击队。此时，切特尼克已同意为德国的行动提供支持，并反过来获得补给和弹药以提高其效率。
第一次大规模的反游击行动是第四次反南斯拉夫游击队攻势。切特尼克率领一支20000人的强大部队从内雷特瓦河对岸向德国和意大利的部队提供援助。然而，铁托的游击队成功地突破了包围圈，渡过了内雷特瓦河并与切特尼克部队交战。这场战斗游击队大获全胜，之后切特尼克在德里纳河以西地区几乎完全丧失了行动能力。游击队继续前进，后来在苏捷斯卡战役中再次逃离德国人。与此同时，盟军停止了进攻巴尔干半岛的计划，并取消了对切特尼克的支持，转而向游击队提供物资。在1943年的德黑兰会议和1945年的雅尔塔会议上，苏联领导人约瑟夫·斯大林和英国首相温斯顿·丘吉尔决定将他们在南斯拉夫的影响力一分为二。

### 与其他国家和组织的合作
在整个战争期间，切特尼克在对抗占领军方面一直保持着不活跃状态，并逐渐与轴心国展开合作，最终失去了国际社会对切特尼克的认可。经过最初短暂的合作后，游击队和切特尼克很快就开始互相争斗。最终，切特尼克主选择要消灭游击队并将其列入头号敌人，并开始与轴心国合作消灭游击队，从而获得越来越多的来自轴心国的后勤援助。米哈伊洛维奇向一位英国上校承认，切特尼克的主要敌人是“游击队、乌斯塔沙、穆斯林、克罗地亚人，最后才是德国人和意大利人。”
事实上，在南斯拉夫刚沦陷时，切特尼克十分积极地反抗轴心国占领，并与游击队进行接触和谈判。当谈判破裂时，情况发生了变化，他们开始攻击游击队，但同时仅与轴心国发生小规模的冲突。然而，小规模冲突却引发了德国人的强烈报复，切特尼克不得不开始与他们谈判以制止进一步的流血事件。 双方消灭游击队的共同目标有助于与占领者的谈判。 这种合作首次出现在游击队“乌日策共和国”的行动中，切特尼克在轴心国的总进攻中发挥了作用。

#### 与意大利的合作

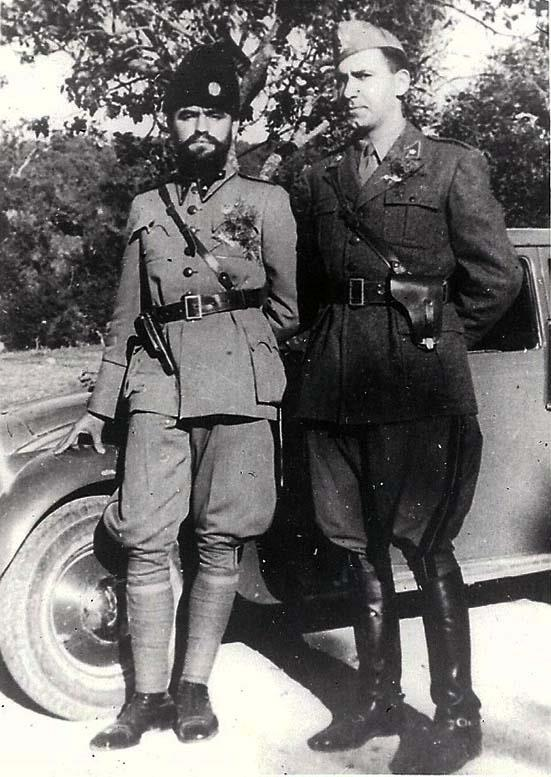
切特尼克指揮官莫姆契洛·杜伊奇和意大利軍官的合照

切特尼克与意大利占领军的合作发生在三个主要地区：在意大利占领的达尔马提亚、傀儡国黑山和意大利吞并了的斯洛文尼亚卢布尔雅那省。达尔马提亚和波斯尼亚和黑塞哥维那部分地区的合作最为广泛。游击队和切特尼克之间的分裂就发生在这些地区。
游击队认为所有占领军都是“法西斯敌人”并与之作战。但是切特尼克憎恨乌斯塔沙但不愿与意大利人作战，早在1941年7月和8月，他们就通过利卡的塞族政治家Stevo RaŞenović向意大利第六军团寻求援助。但是，切特尼克的部分领导人对意大利人持好感，认为意大利占领整个波黑可以损害乌斯塔沙的影响力。合作的另一个原因切特尼克想要保护塞族人不受乌斯塔沙和阿尔巴尼亚民族阵线（Balli Kombëtar）的伤害。当阿尔巴尼亚人要摧毁德查尼修道院时，意大利军队被派往保护东正教修道院免受破坏，并向切特尼克强调了合作的必要性。
出于这个原因，他们寻求与意大利驻南斯拉夫占领军结盟。切特尼克注意到，意大利在塞族人的帮助下，在被占领土上实施了欺骗克罗地亚人的政策，他们认为，如果轴心国获胜，意大利将支持利卡、达尔马提亚北部和波斯尼亚和黑塞哥维那的塞族人，并认为在意大利的保护下塞尔维亚人将在该地区建立自治。意大利人很看好这些方法，并希望避免与切特尼克作战，然后用他们来对抗游击队，意大利人认为这一策略会给他们带来“巨大的优势”。1942年1月11日，意大利第二集团军与波斯尼亚东南部切尼克代表签订了一项协议，后来改由切特尼克驻波斯尼亚首席代表签署。除协议的其他条款外，还同意意大利人将向切特尼克部队提供武器和物资支持，并协助从轴心国集中营释放“推荐人员”。 切特尼克和意大利人的主要利益是互相协助，打击游击队领导的抵抗运动。根据马丁的说法，切特尼克与意大利休战得到了英国情报部门的批准，因为这被视为获取情报的一种方式。比尔查宁奉命收集有关港口设施、部队调动、采矿作业和轴心国通讯的信息，并为1943年盟军登陆杜布罗夫尼克海岸做准备，但这次进攻从未发生。
在1942年接下来的几个月里，意大利第2集团军司令马里奥·罗塔(Mario Roatta) 将军致力于制定一项关于与切特尼克、乌斯塔沙和游击队关系的“政策指令”。 根据这些努力，维托里奥·安布罗西奥将军概述了意大利在南斯拉夫的政策：应避免与乌斯塔沙进行所有谈判，但与切特尼克的接触是“明智的“。对于游击队来说，那就是“斗争到底”。 这意味着罗塔将军基本上可以自由地对切特尼克人采取他认为合适的行动。1942年4月，切特尼克和意大利人在克宁周围与游击队进行了合作作战。
马里奥·罗塔将军在给意大利的报告中概述了其政策的四点:
充分支持切特尼克，使他们与共产主义者作战，但不要让他们在自己的行动中有太大的自由度；要求并保证切特尼克不与克罗地亚军队和当局作战；允许他们主动对抗共产党（这样他们就可以“互相残杀”）；最后，允许他们与意大利和德国军队并肩作战，就像黑山的民族主义政党[切特尼克和绿党]一样。
切特尼克和意大利人之间的合作对于保护利卡和达尔马提亚地区的塞族人免受乌斯塔沙的迫害至关重要。意大利部队向塞族平民提供武器以保护他们的村庄，并收容了数千名逃离克罗地亚独立国的塞族平民，而此时乌斯塔沙对塞尔维亚人的屠杀正在如火如荼地进行着。当米哈伊洛维奇于1943年2月下令解除合作时，莫姆契洛·杜伊奇拒绝了，并表示合作将意味着数万名塞族平民的死亡。
意大利军官指出，这些合作的切特尼克部队的最终控制权仍然掌握在米哈伊洛维奇手中，并考虑根据不断变化的战略形势对这些部队进行敌对重新调整的可能性。 这些部队的指挥官是比尔查宁，他于1941年10月抵达被意大利吞并的斯普利特，并于1942年春天直接从米哈伊洛维奇那里收到命令。一直到1943年9月意大利投降时，克罗地亚独立国意大利控制地区的所有切特尼克分都曾与意大利合作对抗游击队。这种合作一直持续到意大利投降，切特尼克军队转而支持德国占领，试图迫使游击队离开解放的沿海城市。在盟军未能如愿登陆达尔马提亚后，这些切特尼克部队继续与德国人合作，以避免陷入德国人和游击队之间的尴尬地步。

#### 与乌斯塔沙的合作

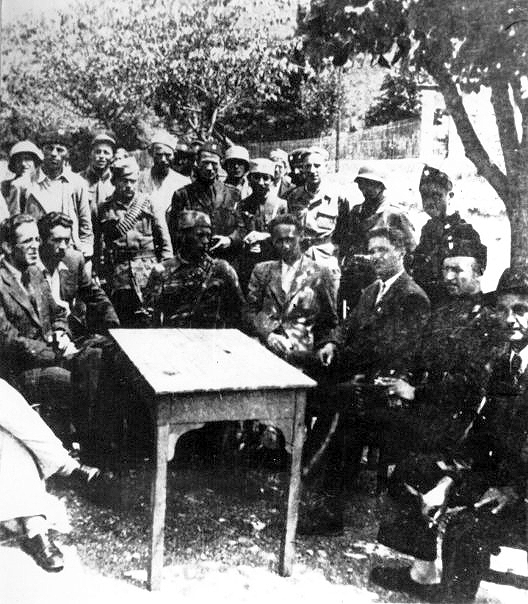
切特尼克的代表和乌斯塔沙的指挥官在波斯尼亚会面

尽管切特尼克与乌斯塔沙存在根本分歧，但他们成功的找到了一个共同的敌人——游击队，这是乌斯塔沙与切特尼克进行合作的首要原因。1942年4月27日，在与科扎拉游击队的冲突中惨败后，乌斯塔沙指挥官埃米尔·拉塔吉与姆尔科尼奇格勒地区切特尼克组织指挥官乌罗什·德雷诺维奇签署了协议。缔约方有义务与游击队进行联合斗争，作为回报，塞族村庄将与切特尼克一起受到克罗地亚独立国的保护，免受“共产主义者，即所谓的游击队的袭击”。1942年5月13日，弗尔巴斯河和萨瓦河之间的切特尼克指挥官向克罗地亚当局表示停止敌对行动，并将自愿参加反对游击队的战斗。
两天后，佩塔尔·格沃兹迪奇和切特尼克指挥官拉扎尔·特萨诺维奇于两天后在巴尼亚卢卡签署了关于停止在弗尔巴斯和萨瓦之间地区针对切特尼克的敌对行动以及从该地区撤出乌斯塔沙部队。 在签署了几份协议后，切特尼克指挥官在科托尔城附近的一次会议上得出结论，剩余的切特尼克部队也应该签署此类协议，因为他们意识到此类协议对切特尼克运动有很大好处。乌斯塔沙当局在1942年5月和6月期间与一些在东波斯尼亚的切特尼克部队签署了此类协议。安特·帕韦利奇任命了这些谈判人员，并提出了以下条件：他们必须返回家园、交出武器并效忠克罗地亚当局。 作为回报，每个塞尔维亚村庄都将获得武器来对抗游击队，而那些在对抗游击队的斗争中脱颖而出的切特尼克成员将获得勋章和奖励。奥兹伦和特雷巴瓦的切特尼克分队于1942年5月28日签署了该协议。1942年5月30日，位于马耶维察的切特尼克分队签署了协议，该协议中有一个重要的新颖之处，即来自奥兹伦和特雷巴瓦地区的切特尼克被赋予了“自治权”，由切特尼克的指挥官执行。1942年6月14日乌斯塔沙与泽尼察的分队也签署了几乎相同的协议。后期乌斯塔沙也与利卡和达尔马提亚北部地区的切特尼克分队签署了类似协议。

在接下来的三周内，乌斯塔沙和切特尼克又签署了三项协议，覆盖了波斯尼亚的大部分地区。根据这些协议的规定，切特尼克将停止对乌斯塔沙和克罗地亚独立国的敌对行动，乌斯塔沙将在这些地区建立正常的行政管理机构。根据克罗地亚官方数据的报告，在克罗地亚独立国领土上存在35个切特尼克组织，其中的19个选择与克罗地亚当局和德国合作，共计17500人。而剩余的则为叛军，存在16个组织，共计5800 人。切特尼克承认克罗地亚独立国的主权，并成为其中的合法运动。协议第5条的主要规定如下：
只要存在游击队武装的威胁，切特尼克部队就会主动配合克罗地亚军队打击和消灭游击队，并在这些行动中听从克军的指挥…切特尼克的部队可以自行对游击队采取行动，但他们必须及时向克罗地亚军事指挥官报告。
但是，这些协议并没有阻止乌斯塔沙针对塞尔维亚人的种族迫害行为，也没有阻止切特尼克针对穆斯林和克罗地亚人的迫害行为。他们仍坚持在非对方的控制区实施惨无人道的种族迫害行为。切特尼克和乌斯塔沙合作不是出于塞尔维亚和克罗地亚的利益，也不是为了人民，而是为了阻扰游击队而选择合作。
乌斯塔沙的军队向切特尼克提供了的弹药和补给。在针对游击队的行动中受伤的切特尼克成员将在乌斯塔沙医院得到照顾，而在行动中阵亡的切特尼克成员的孤儿和寡妇将得到乌斯塔沙的帮助。乌斯塔沙也从集中营中释放了许多由切特尼克推荐的人员。这些协议覆盖了德意分界线以东的波斯尼亚的大部分切特尼克部队，并在战争中持续了很长时间。由于克罗地亚军队直接隶属于德国军事占领区，因此与克罗地亚军队的合作实际上是与德国人的间接合作。
尽管杜伊奇指挥下的迪纳拉师得到了克罗地亚当局的支持，但米哈伊洛维奇指挥下的切特尼克拒绝与克罗地亚合作。在战争期间，米哈伊洛维奇继续将克罗地亚当局视为敌人，并在塞尔维亚边境地区与乌斯塔沙部队交战。米哈伊洛维奇对乌斯塔沙的敌意是由于乌斯塔沙对塞尔维亚人和其他少数群体实行的种族灭绝政策。
1945年3月，为了逃离游击队，久里希奇与乌斯塔沙和乌斯塔沙支持的黑山分离主义者塞库拉·德尔耶维奇谈判达成协议，为他的切特尼克部队提供穿越克罗地亚的安全通道。乌斯塔沙同意了特们的请求。但当切特尼克未能按照商定的撤军路线撤离时，乌斯塔沙在利耶夫切袭击了他们，随后杀死了被俘的指挥官，而其余的切特尼克部队与克罗地亚的军队一起撤回奥地利。
乌斯塔沙领导人安特·帕韦利奇命令克罗地亚军队允许杜伊奇和他的迪纳拉师“有序且畅通无阻地通行”，杜伊奇和他的部队由此越过克罗地亚逃往斯洛文尼亚和意大利。安特·帕韦利奇自己承认，1945年4月，他接见了“德拉扎·米哈伊洛维奇司令部的两名将军，并与他们就联合打击游击队达成了协议”。1945年5月上旬，切特尼克部队从乌斯塔沙控制的萨格勒布撤出，其中许多人后来与被俘的乌斯塔沙一起在布莱堡被游击队处决。

#### 与德国的合作
当德国人刚入侵南斯拉夫时，他们在遇到了一个经过训练并适应游击战的组织抵抗。尽管早在1941年5月，德国人和切特尼克之间就发生了一些冲突，但米哈伊洛维奇想到了通过建立一个组织来抵抗，当时机成熟时，再奋起反抗占领军。英国对欧洲抵抗运动的政策是限制他们从事可能导致其过早灭亡的活动，这一政策最初与米哈伊洛维奇的理念相吻合。

早在1942年春天，德国人就赞成乌斯塔沙和切特尼克在波黑大部分地区达成的合作协议。由于乌斯塔沙军队由德国军事占领区提供并直接隶属于德国军事占领区，因此两者之间的合作构成了德国与切特尼克的间接合作。这对于德国人来说都是有利的，主要是因为该协议是针对游击队的，乌斯塔沙和切特尼克联手针对游击队有助于平定对德国战争物资十分重要的地区，并减少增派德国占领军。1943年9月8日意大利投降后，德国第114耶格尔师甚至在前进过程中并入了一支切特尼克分遣队，以从暂时解放亚得里亚海海岸的游击队手中夺回亚得里亚海海岸。1943年11月19日，第15军向第2装甲集团军提交的关于德国与切特尼克合作的报告，报告中指出切特尼克“依靠德国军队”近一年了。

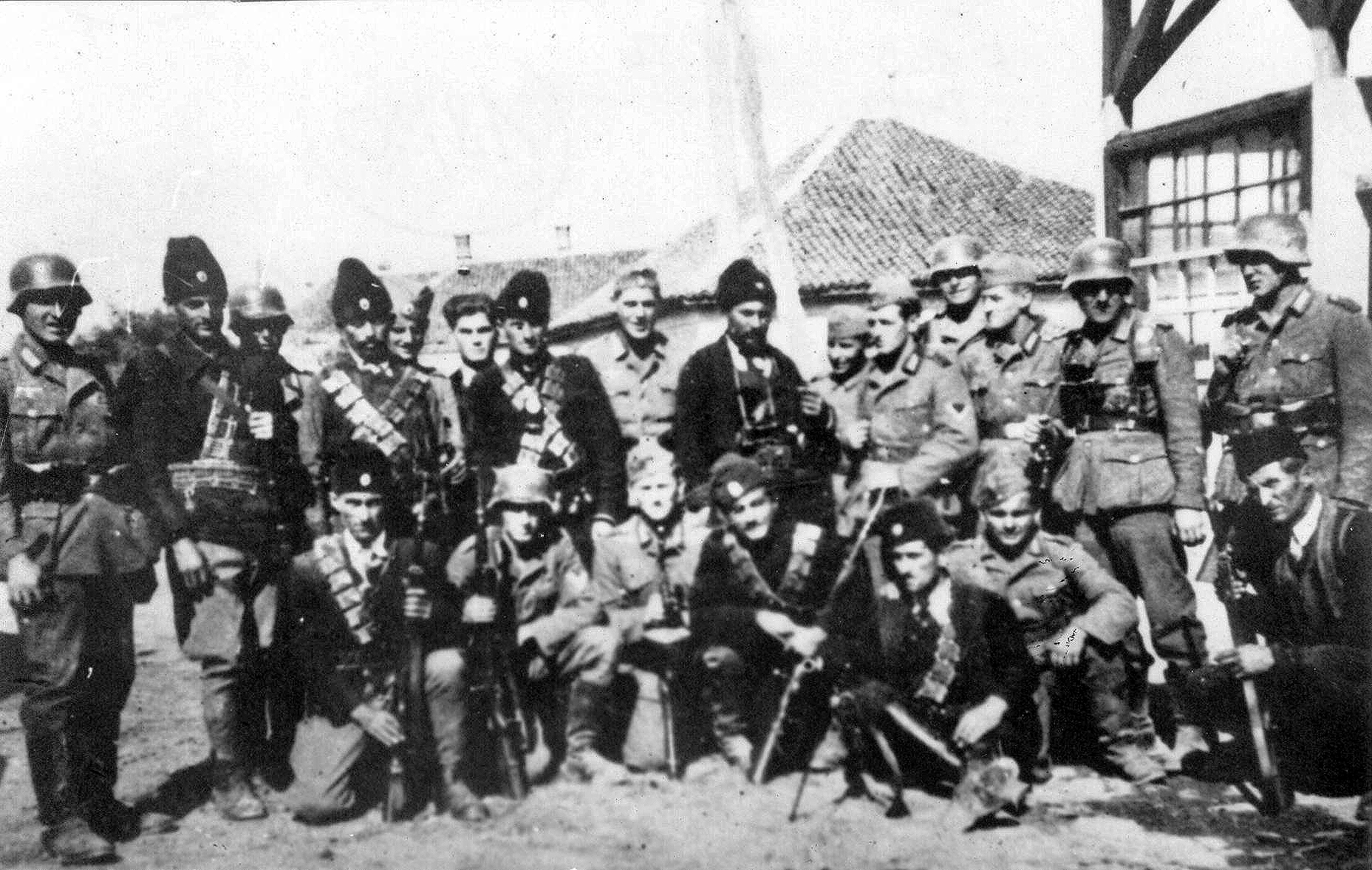
切特尼克部隊和德軍

意大利投降后，德国与切特尼克的合作进入了一个新阶段，因为德国人现在必须管辖比以前大得多的地区，并要独自面对整个南斯拉夫的游击队。 因此，他们大幅放宽了对切特尼克的政策，并动员所有塞尔维亚民族主义力量来反对游击队。第2装甲集团军负责监督德军与切特尼克的合作，第15集团军现在被正式允许使用切特尼克部队并结成“地方联盟”。德国占领军与切特尼克之间的第一个正式协议是在1943年10月上旬由德国国防军陆军第373步兵师与在波斯尼亚西部和利卡作战的马内·洛克维奇(Mane Rokvić) 领导的切特尼克分队之间签署的。德国人甚至使用切特尼克部队在被占领的斯普利特、杜布罗夫尼克、希贝尼克和梅特科维奇执行安保工作。
尽管乌斯塔沙提出要求，但克罗地亚独立国的部队并未被使用，因为克罗地亚军队大规模逃往游击队，使得他们变得不可靠。从那时起，德国占领军开始“公开支持”塞尔维亚军队，而不是克罗地亚部队。德国人对乌斯塔沙频繁的抗议活动漠不关心。
乌斯塔沙少校米尔科·布拉兹观察到：
德国人对政治不感兴趣，他们从军事角度看待一切。他们需要能够坚守某些阵地并能够清除游击队的部队。如果他们要求我们这样做，我们做不到。但切特尼克可以。

—  米尔科·布拉兹少校，1944年3月5日。
德国东南欧总司令的情报官员梅里姆上尉在评估塞尔维亚、波斯尼亚、利卡和达尔马提亚军事指挥官领地西部的局势时，对切特尼克部队与德国人的合作以及两者之间的顺利关系“赞不绝口”。 此外，第2装甲集团军参谋长在给乌斯塔沙联络官的一封信中指出，在波斯尼亚东部与游击队作战的切特尼克“为克罗地亚国家做出了有价值的贡献”，而第2集团军“原则上拒绝”接受克罗地亚对使用这些切特尼克的投诉。在米哈伊洛维奇和塞尔维亚军事指挥官辖区内的切特尼克最高指挥部的默许下，德国与切特尼克的合作一直持续到战争结束。尽管米哈伊洛维奇本人从未真正签署过任何协议，但他支持这项旨在消除切特尼克威胁的政策。
马克西米利安·冯·魏克斯评价道:
尽管他本人（米哈伊洛维奇）精明地避免在公开场合发表个人观点，毫无疑问，为了应对各种可能发生的情况（例如盟军登陆巴尔干半岛），他允许他的指挥官与德国人谈判允许他的指挥官与德国人谈判并与他们合作。他们这样做了，且越来越多...

—  马克西米利安·冯·魏克斯元帅，1945年

#### 与塞尔维亚救国政府的合作
在塞尔维亚救国政府，德国人最初任命米兰·阿西蒙维奇为领导人，但后来用前米兰·内迪奇将军取代他，他一直执政到1944年。阿西莫维奇后来担任德国人与切特尼克之间的联络人。1941年8月下半旬，在内迪奇上台之前，德国人与科斯塔·佩恰纳克安排，将他手下的数千名切特尼克士兵调往宪兵队担任辅助人员。救国政府与米哈伊洛维奇领导的切特尼克之间的合作始于 1941年秋天，一直持续到德国占领结束。
内迪奇最初坚决反对米哈伊洛维奇和切特尼克。1941年9月4日，米哈伊洛维奇派少校亚历山大·米希奇和米奥德拉格·帕夫洛维奇与内迪奇会面，但没有取得任何成果。1941年10月下旬，米哈伊洛维奇将与游击队的合作政策转变为敌视游击队并停止反德活动，内迪奇放松了反对态度。10月15日，米洛拉德·波波维奇上校代表内迪奇向米哈伊洛维奇提供了约50万第纳尔，以说服切特尼克与他们合作。1941年10月26日，波波维奇又给了250万第纳尔。
1941年11月中旬，米哈伊洛维奇将2,000名部下置于内迪奇的直接指挥之下，不久之后这些人就加入了德国人的反游击队行动。当德国人于1941年12月发起针对米哈伊洛维奇的逮捕行动时，米哈伊洛维奇成功逃脱了，很可能是因为他收到了阿西蒙维奇的警告。
1942年6月，米哈伊洛维奇离开驻塞尔维亚军事指挥官的领土前往黑山，在返回之前一直与内迪奇当局没有联系。1942年9月，米哈伊洛维奇通过传单和秘密无线电，策划了针对内迪奇政府的公民不服从运动。这次运动可能是为了掩护在北非为轴心国部队提供补给的铁路线上进行破坏而策划的，但这一点一直存在争议。1942年秋天，被内迪奇政府合法化的米哈伊洛维奇被解散。到1943年，内迪奇担心切特尼克会成为与德国人的合作者，在切特尼克于1944年3月谋杀了内政部副部长切卡·乔尔杰维奇（Ceka Đorđević) ）后，他选择用一位切特尼克成员取代他，希望平息这场纷争。美国战略情报局于1944年4月编写的一份报告评论道：
米哈伊洛维奇应与内迪奇、洛蒂奇和保加利亚占领军同等看待。

—  战略情报局报告，1944年4月
1944年8月中旬，米哈伊洛维奇、内迪奇和德拉戈米尔·约万诺维奇秘密会面，内迪奇同意支付一亿第纳尔作为报酬，并向德国人索要武器弹药给米哈伊洛维奇。1944年9月6日，在内迪奇的授权下，米哈伊洛维奇接管了内迪奇政府的全部军事力量，包括塞尔维亚国民警卫队、塞尔维亚志愿军和塞尔维亚边防卫队。

#### 与匈牙利的合作
1943年中期，匈牙利总参谋部安排内迪奇政权的一名塞尔维亚军官与米哈伊洛维奇会面。该军官奉命向米哈伊洛维奇表达匈牙利对诺维萨德大屠杀的遗憾，并承诺将肇事者绳之以法。匈牙利承认米哈伊洛维奇为南斯拉夫流亡政府代表，并要求他在盟军登陆巴尔干地区时不要率军进入匈牙利，而是将边界问题留给和平会议解决。建立联系后，匈牙利将大量食品、药品、弹药和马匹被送给了切特尼克。1943年4月卡拉伊·米克洛什访问罗马期间，他谈到了希望意大利、匈牙利与切特尼克合作，但墨索里尼表示他支持铁托。
匈牙利还试图通过南斯拉夫皇家政府驻伊斯坦布尔代表联系米哈伊洛维奇，以合作对抗游击队。据报道，南斯拉夫外交部长莫姆奇洛·宁契奇向伊斯坦布尔发出信息，要求匈牙利派出一名特使和一名来自匈牙利占塞尔维亚的政治家进行谈判。这些接触没有任何结果，但米哈伊洛维奇派了一名代表前往布达佩斯，而匈牙利则送了武器、药品，并释放了愿意在多瑙河沿岸与切特尼克一起服役的塞尔维亚战俘。
1944年3月玛格丽特行动后，切特尼克是匈牙利为数不多的独立于德国影响的对外联系。曾驻扎在贝尔格莱德的匈牙利外交官曾两次访问波斯尼亚的米哈伊洛维奇，而匈牙利人继续向切特尼克运送军火，甚至跨越克罗地亚领土。米哈伊洛维奇与匈牙利之间的最后一次接触发生在1944年10月13日，即德国发起的铁拳行动之前不久。

### 战争罪行
切特尼克的意识形态围绕着在南斯拉夫边界内建立大塞尔维亚的概念，即在所有塞尔维亚人居住的领土上建立大塞尔维亚，即使有些地区的塞尔维亚人很少。这一目标长期以来一直是许多塞尔维亚运动的基础。在轴心国占领期间，切特尼克对其占领地区进行清除，也就是种族清洗，这主要是为了回应乌斯塔沙在克罗地亚独立国屠杀塞族人而进行的报复。然而，最大的切特尼克大屠杀发生在波斯尼亚东部，在当地，种族清洗甚至优先于针对乌斯塔沙的军事行动。许多行动是由当地的切特尼克指挥官实施的。米哈伊洛维奇不赞成这些针对平民的种族清洗行为，但他没有采取行动制止这些恐怖行为，因为他对地方指挥官缺乏指挥权，而且切特尼克指挥结构中的通讯方法十分简陋，无法进行及时和有效的沟通。
在第二次世界大战爆发之前，各种各样的种族清洗和暴行在南斯拉夫有着悠久的传统，因为各种被压迫群体寻求自由，南斯拉夫冲突各方都犯下了暴行。在轴心国占领早期阶段，乌斯塔沙招募了一些穆斯林来帮助迫害塞族人，尽管只有相对少数的克罗地亚人和穆斯林参与了这些活动而且许多人反对这些活动，但这些行动引发了天主教徒、东正教徒和穆斯林之间的暴力和报复循环，因为每个人都试图将其他人从他们控制的领土上赶走或者清理掉。
乌斯塔沙理论家十分关注克罗地亚独立国境内的大量塞族人并为此感到担忧，最终于1941年5月发动了大规模种族清洗行动。由于其残忍地行动甚至使德国人抗议这些暴行。种族清洗发生后，塞族人展开了报复行动，如内韦西涅事件，塞族农民不堪忍受迫害而发动起义，他们赶走了乌斯塔什民兵，但随后又进行了报复，杀害了数百名穆斯林和一些克罗地亚人。
1941年12月20日一封给黑山新任命的指挥官的指示中概述了清洗非塞族人口以建立一个大塞尔维亚的计划：

1. 在国王彼得二世陛下的权杖下为我们整个国家的自由而进行的斗争；
2. 建立一个大南斯拉夫，并在其中建立一个种族纯正的大塞尔维亚，包括塞尔维亚、黑山、波斯尼亚和黑塞哥维那、斯雷姆、巴纳特和巴奇卡；
3. 为处于意大利和德国统治下的所有尚未解放的斯洛文尼亚领土（的里雅斯特、戈里齐亚、伊斯特拉和卡林西亚）以及保加利亚和阿尔巴尼亚北部的斯库台纳入南斯拉夫而做斗争；
4. 清除大塞尔维亚领土上的所有少数民族和非塞族人；
5. 在塞尔维亚、黑山和斯洛文尼亚之间建立毗连边界，将桑扎克的穆斯林以及波斯尼亚和黑塞哥维那的穆斯林和克族人全部清除。

该指令的真实性存在争议。一些人认为该指令来自米哈伊洛维奇。其他人则声称没有原件，可能是黑山的指挥官为达到目的而伪造的。米哈伊洛维奇的指挥部向萨拉热窝-切特尼克第二旅指挥官发出了进一步的指示，澄清了目标：“应该向所有人明确表示，在战争结束后或时机成熟时，我们将完成我们的任务，除了塞尔维亚人，任何人都不会留在塞尔维亚的土地上。向我们的人民解释这一点，并确保他们将其作为优先事项。你不能把这一点写在书面上或公开宣布，因为穆斯林也会听到这一消息，而且绝不能流传出去。”
事实上，切特尼克在他们占领的村庄里系统地屠杀穆斯林。1941年深秋，意大利人将波斯尼亚东南部的维舍格勒、戈拉日代、福查及其周边地区的城镇移交给切特尼克作为傀儡政府管理，而克罗地亚独立国的部队被迫从那里撤出。1941年11月29日，切特尼克控制了戈拉日代后，他们开始大规模处决被俘虏的克罗地亚士兵和官员，并演变成了对当地穆斯林平民的系统性屠杀。有数百人遇难，他们的尸体被悬挂在镇上或扔进德里纳河。1941年12月5日，切特尼克在占领福查后，屠杀了大约500名穆斯林。1942年8月，扎哈里耶·奥斯托吉奇扎哈里耶·奥斯托吉奇 (Zaharije Ostojić) 指挥的分遣队在查伊尼切和福查至少杀害了2000名穆斯林。自1942年春以来，切特尼克和意大利人在利卡、达尔马提亚北部、戈尔斯基科塔尔和科尔敦的某些军事行动中，杀戮变得更加频繁，村庄遭到抢劫和烧毁。1942年，莫姆奇洛·杜伊奇向利卡和波斯尼亚西部人民发布公告，命令所有切特尼克部队“占领所有村庄和城镇，将所有权力掌握在自己手中”，并威胁说，如果他们抵抗，无论这些定居点是克罗地亚人还是塞尔维亚人，都将“摧毁所有定居点“。1942年8月，福查地区又发生了针对穆斯林的屠杀，福查共有2000多人被杀。

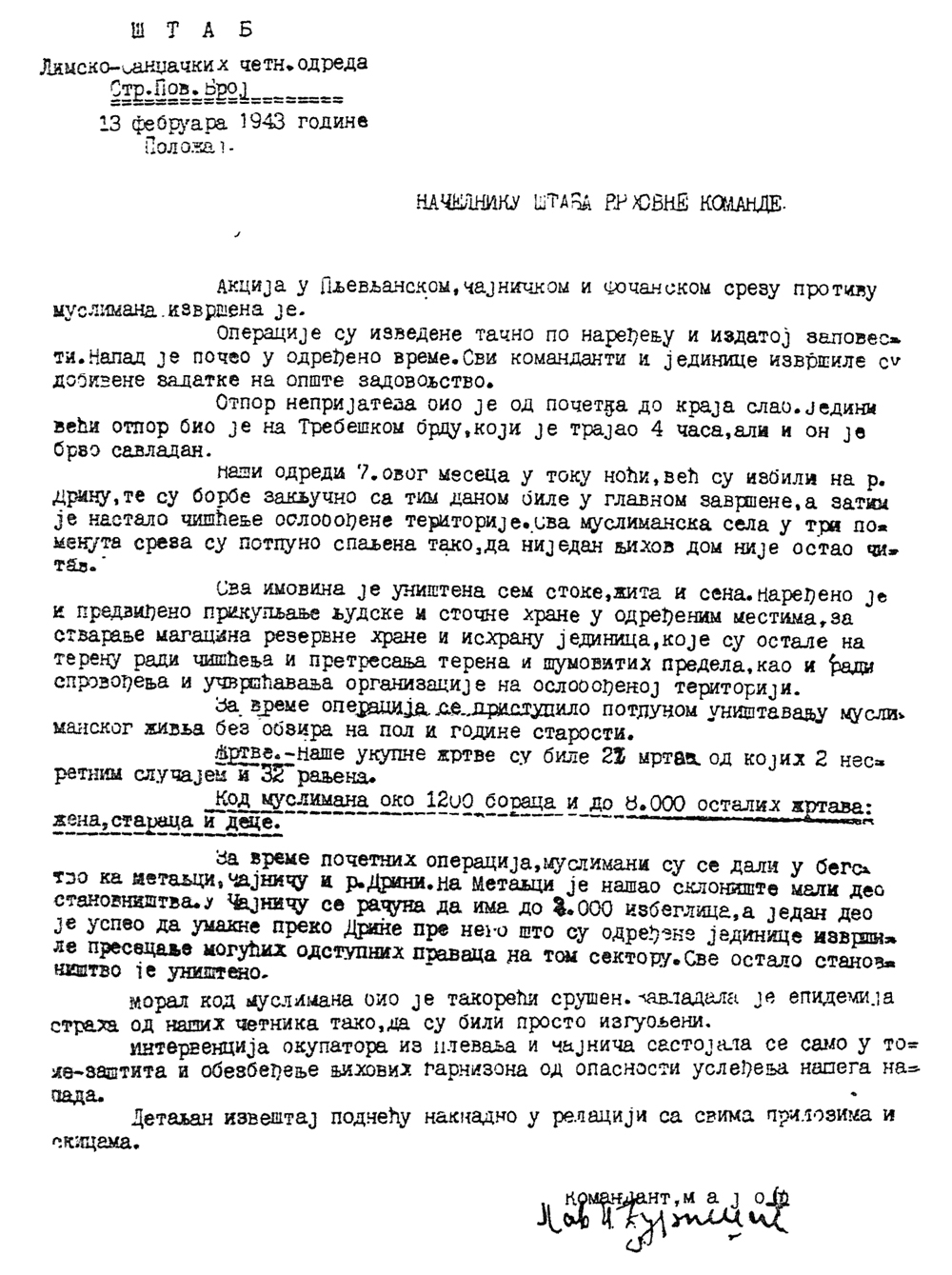
久里希奇的关于1943年2月13日对穆斯林屠杀的报告

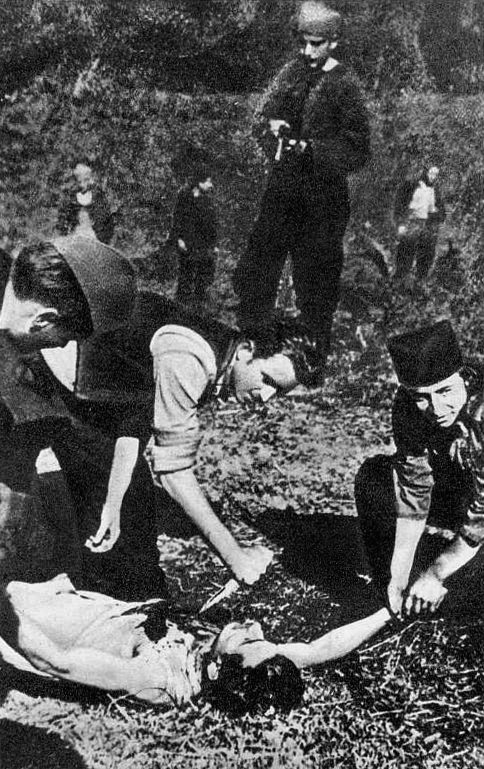
一名游击队员被切特尼克用摘取心脏的方式杀死

1月初，切特尼克部队进入斯雷布雷尼察，在这里杀害了大约1000名穆斯林平民。大约在同一时间，切特尼克占领了维舍格勒，据报道那里有数千人死亡。在接下来的几个月里，该地区的大屠杀仍在继续。1941年末，仅在泽帕村就有大约300人被杀。1942年末，切特尼克在切莱比奇屠杀了54名穆斯林，并烧毁了村庄。3月3日，一支切特尼克分遣队在一座村子内烧死了42名穆斯林村民。
1943年1月上旬和2月上旬，黑山的切特尼克部队奉命对穆斯林进行“清洗行动”，首先是在桑扎克的比耶洛波列，然后于2月在波斯尼亚东南部的查伊尼切和福查的部分地区，以及桑扎克的普列夫利亚的部分地区。1943年1月10日，负责这些行动的切特尼克军官帕夫勒·久里希奇向米哈伊洛维奇 提交了一份报告。他的报告包括这些“清理行动”的结果，“33个穆斯林村庄被烧毁，400名穆斯林士兵（意大利人支持的穆斯林自卫民兵成员）和大约1000名妇女和儿童被杀，而切特尼克人则有14人死亡，26人受伤”。
在久里希奇于1943年2月13日发送的另一份报告中，他报告说：“切特尼克杀死了大约1200名穆斯林士兵和大约8000名老人、妇女和儿童；切特尼克在行动中损失了22人，又有32人受伤”。 他补充说，“在行动期间，无论性别和年龄，所有穆斯林居民都被彻底杀死”。1943年1月至2月期间反穆斯林行动中的死亡总人数估计为一万人。如果不是大量穆斯林在行动开始前已经逃跑，否则死亡人数可能会更高。
根据切特尼克最高司令部1943年2月24日的一份声明，这些是针对穆斯林的侵略活动采取的反制措施；然而，所有情况都表明，这些屠杀是根据执行1941年12月20日的指示进行的。1943年3月，米哈伊洛维奇将切特尼克在桑扎克的行动列为他的成功之一，并指出他们“消灭了村庄里的所有穆斯林，城市里的穆斯林除外”。
除了针对穆斯林的屠杀外，切特尼克还针对克罗地亚人进行屠杀，但针对克罗地亚人的屠杀规模较小。1941年夏天，位于波斯尼亚克拉伊纳西南部的特鲁巴、波斯尼亚格拉霍沃和克恩涅沙是首次发生针对克罗地亚人的屠杀和其他袭击的地点。1942年8月至9月期间，切特尼克在佩塔尔·巴乔维奇的指挥下，在达尔马提亚南部腹地地区加紧了针对当地克罗地亚人的行动。8月29日，切特尼克在参加意大利反游击队“阿尔比亚行动”时，杀害了比奥科沃和塞蒂纳地区的141至160名克罗地亚人。从1942年8月底到9月初，切特尼克摧毁了马卡尔斯卡周围的17个克罗地亚村庄并杀死了大约900名克罗地亚人。

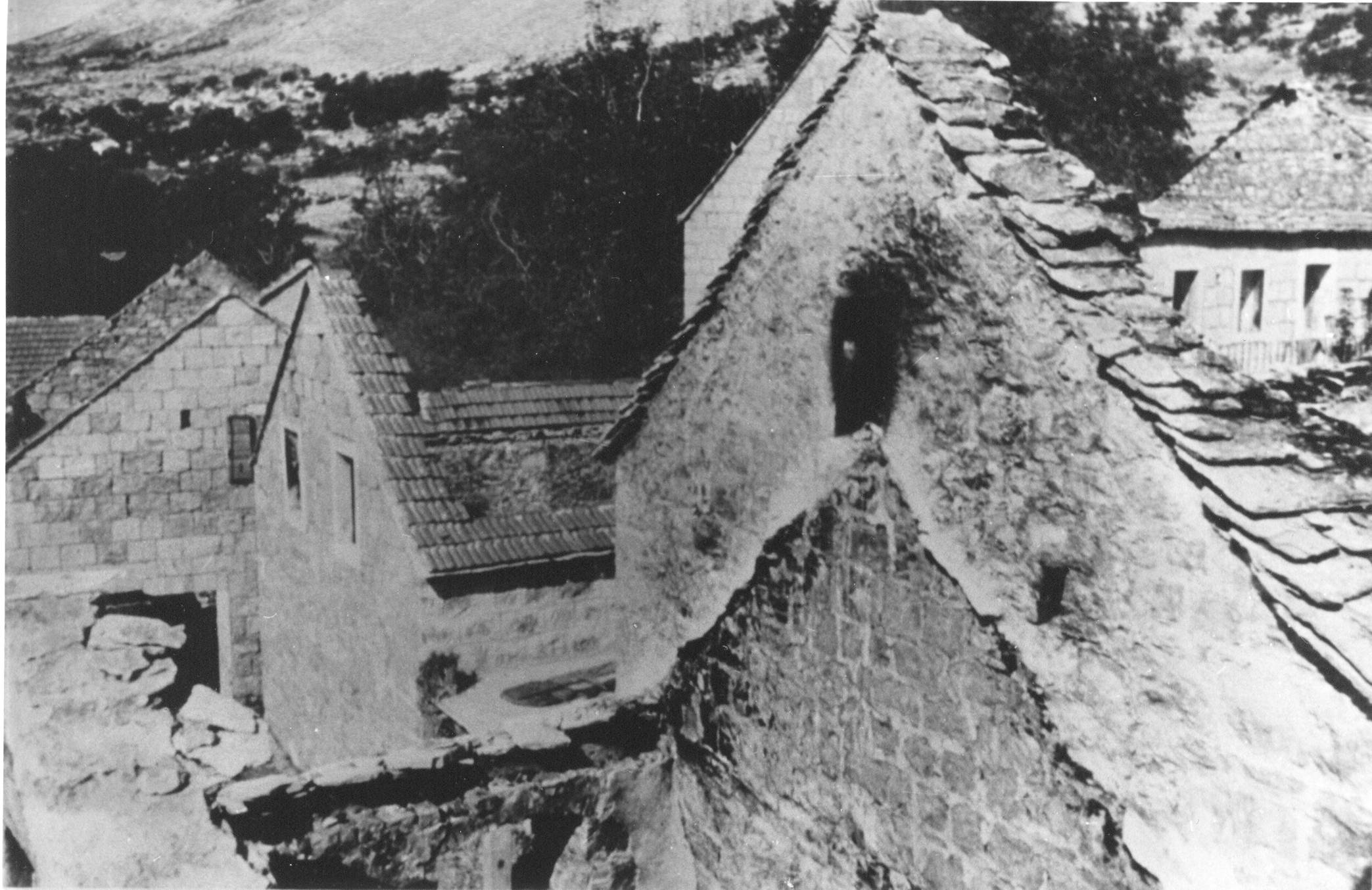
加塔村被烧毁的房屋

1942年10月初，在斯普利特附近的加塔村，估计有一百人被杀，许多房屋被烧毁，据称是为了报复意大利人破坏该地区的一些道路。同年 10 月，参加位于普罗佐尔-拉马地区的阿尔法行动的佩塔尔·巴乔维奇和多布罗斯拉夫·耶维耶维奇指挥的部队屠杀了至少500名克罗地亚人和穆斯林，并烧毁了许多村庄。 巴科维奇称“我们的切特尼克杀死了所有15岁及以上的男子……17 个村庄被烧毁。” 意大利第二集团军指挥官马里奥·罗塔反对这些对平民的“大规模屠杀”，并威胁称，如果切特尼克不停止对平民的屠杀，否则意大利将停止对切特尼克的援助。
克罗地亚历史学家弗拉基米尔·日尔贾维奇弗拉基米尔·日尔贾维奇最初估计，被切特尼克杀害的穆斯林和克罗地亚人人数为65000人（33000名穆斯林和32000名克罗地亚人，包括战斗人员和平民）。1997年，他将这一数字修正为47000人（29000名穆斯林和18000名克罗地亚人）。根据克罗地亚历史研究所的Vladimir Geiger和历史学家Zdravko Dizdar估计，1941年至1945年间，切特尼克共杀害了50000名克罗地亚人和穆斯林，其中大部分是平民。而Sabrina P. Ramet称，切特尼克彻底摧毁了近300个村庄和小镇，以及许多清真寺和天主教堂。一些历史学家认为，在这一时期，切特尼克对穆斯林和克罗地亚人实施了种族灭绝。

### 失去盟军支持

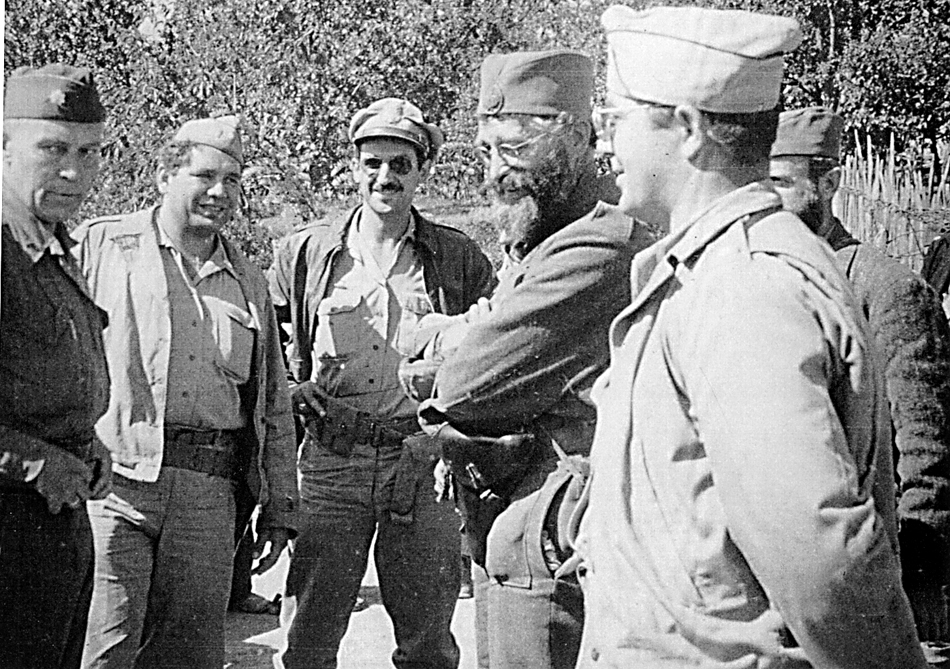
米哈伊洛维奇与美军指挥官会面

为了收集情报，西方盟国向游击队和切特尼克派遣了官方情报团。联络员收集的情报对后勤补给任务的成功至关重要，也是盟军在南斯拉夫战略的主要影响因素。对情报的搜寻最终导致了切特尼克的灭亡和以及被游击队替代。英国使团团长贝利上校在破坏米哈伊洛维奇与英国方面的阵地方面发挥了重要作用。
当英国派情报员F.W.D. 迪肯收集情报时，德国人与游击队正在进行苏捷斯卡战役。他的报告载有两项重要意见。首先，游击队在与德国第1山地师和第104轻师的战斗中表现极其勇猛，但伤亡惨重，需要支援。第二个观察结果是，整个德国第1山地师都是通过铁路线从俄罗斯过境并途经切特尼克控制的领土，情报证实了切特尼克对德国人的胆怯。
总而言之，情报报告增加了盟军对南斯拉夫空中行动的兴趣，并改变了以往的政策。1943年9月，英国的政策规定对切特尼克和游击队提供平等援助，但到了12月，由于切特尼克拒绝服从在没有保证盟军登陆巴尔干的情况下破坏德国人的命令，切特尼克和英国之间的关系恶化。随着时间的推移，英国的支持从切特尼克转向了游击队。
在德黑兰会议后，游击队得到了盟军的正式承认，成为合法的民族解放部队，盟军随后成立了巴尔干空军为游击队提供更多的补给和战术空中支持。1944年2月，切特尼克未能满足英国人的要求，拆除摩拉瓦河和伊巴尔河上的关键桥梁，使得英国人撤回联络并停止向切特尼克提供物资。随着盟军支持转向游击队，切特尼克试图通过表现出帮助盟军来重新开始盟军对切特尼克的支持。1944年年中，切特尼克曾参与到哈亚德行动中，帮助盟军救援美军飞行员。米哈伊洛维奇也因此获得美国总统哈里·S·杜鲁门颁发的功绩军团勋章。
1944年8月14日，游击队代表铁托与流亡政府代表伊万·苏巴西奇在维斯岛签署了维斯条约。该条约呼吁所有克罗地亚人、斯洛文尼亚人和塞尔维亚人加入游击队。切特尼克拒绝接受王国政府的协议并继续与游击队交战，而此时游击队是南斯拉夫盟军的官方部队。因此，1944年8月29日，国王彼得二世解除了米哈伊洛维奇的南斯拉夫军队参谋长职务，并于9月12日任命铁托接替他的职位。1944年10月6日，克罗地亚独立国将塞尔维亚国民警卫队移交给米哈伊洛维奇指挥，尽管事实证明合作是不可能的，他们于1945年1月在波斯尼亚分离。在合作期间，他们与穆斯林民兵一起帮助德国人在桑扎克占据更好的位置，使E集团军得以撤退到波斯尼亚。

### 与苏联的合作
1944年9月，苏联进攻并占领罗马尼亚和保加利亚，将其从战争中撤出，并将苏联军队部署在南斯拉夫边境。 切特尼克对此并非没有准备，在整个战争期间，他们的宣传努力大多利用数塞尔维亚人的亲俄罗斯和泛斯拉夫同情心而获得支持。在宣传中，切特尼克将俄罗斯人和苏共分别开来，南斯拉夫游击队和苏联人也被分开看待。
1944年9月10日，由塞尔维亚东北部指挥官维利米尔·皮莱蒂奇 (Velimir Piletić) 率领的约150人的切特尼克特派团穿越多瑙河进入罗马尼亚，并在克拉约瓦与苏联军队建立了联系。根据其中一人米奥德拉·拉特科维奇中校的回忆录，他们的主要目的是为某些政治目标建立苏联协议：通过苏联调解停止内战，在盟军监督下进行自由选举，并将任何与战争有关的审判推迟到选举后。在使团继续前往美国和英国军事使团所在的布加勒斯特之前，他们被皮莱蒂奇的一名助手控告为英国间谍，并于10月1日被苏联逮捕。
尽管切特尼克相信他们可以在与游击队作战的同时作为苏联的盟友进行战斗，但他们确实在对抗德国人的同时却与游击队进行了一些地方合作。米哈伊洛维奇在10月5日的通告中写道：“我们将俄罗斯视为我们的盟友，在塞尔维亚我们与铁托军队的斗争将继续下去。” 德国人通过无线电拦截了解了切特尼克的部署，他们的情报于10月19日报告称，”米哈伊洛维奇从未通过适当的宣传为与苏联的战斗做好准备。相反，他坚信苏联作为美国和英国的盟友，决不会违背塞尔维亚民族主义者的利益。”
第一位与苏联合作的切特尼克军官是突击军团的指挥官克塞罗维奇中校。10月中旬，他的部队与从保加利亚挺进塞尔维亚中东部的苏联军队相遇，他们一起占领了克鲁舍瓦茨，苏联人让克塞罗维奇负责该镇。 三天之内，克塞罗维奇警告他的同事，苏联人在与游击队交谈并要解除切特尼克的武装。10月19日，克塞罗维奇向最高统帅部报告，他派往苏联部队的代表已带回消息，命令他的部下在10月18日之前解除武装并编入游击队武装部队。
另一位与苏联合作的切特尼克指挥官是拉夫纳戈拉第二军的普雷德拉格·拉科维奇上尉，他的部下参与了攻占查查克，并在那里俘获了339名俄罗斯保卫军士兵，并将这些士兵移交给了苏联。拉科维奇显然与当地的苏联指挥官达成了书面协议，将自己和他的部下置于苏联指挥之下，以换取承认他们是米哈伊洛维奇的部下。在铁托提出抗议后，克塞罗维奇和拉科维奇的合作结束了。 到11月11日，后者已躲藏起来，他的部队已向西逃亡，以避免被解除武装并移交给游击队。

### 解散
最后，在1945年4月和5月，随着游击队的胜利，许多切特尼克成员向意大利撤退，也有人一小群人向奥地利撤退。许多人被游击队俘虏或被英国军队送回南斯拉夫，还有一些人在布莱堡遣返中被处决。在回到南斯拉夫之后，许多人因叛国罪受审，被判处有期徒刑或死刑。米哈伊洛维奇和他剩下的几个追随者试图回到拉夫纳·高拉，但被游击队抓获。1946年3月，米哈伊洛维奇被带到贝尔格莱德，并因叛国罪受审，于7月被处决。事实上，在第二次世界大战的最后几年，很多人从米哈伊洛维奇的部队叛逃，因为铁托宣布大赦所有叛逃切特尼克的人一段时间。第二次世界大战结束后，南斯拉夫当局采取了激进行动，目的是为了摧毁剩余的切特尼克部队，特别是在利卡等地区，一种激进的方法是强迫塞族人从戈斯皮奇、普拉什基、顿吉·拉帕奇和格拉恰克地区搬离出去。

## 后续

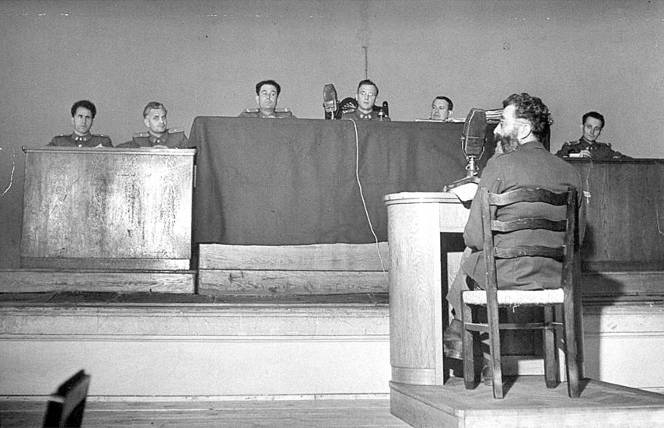
米哈伊洛维奇受审

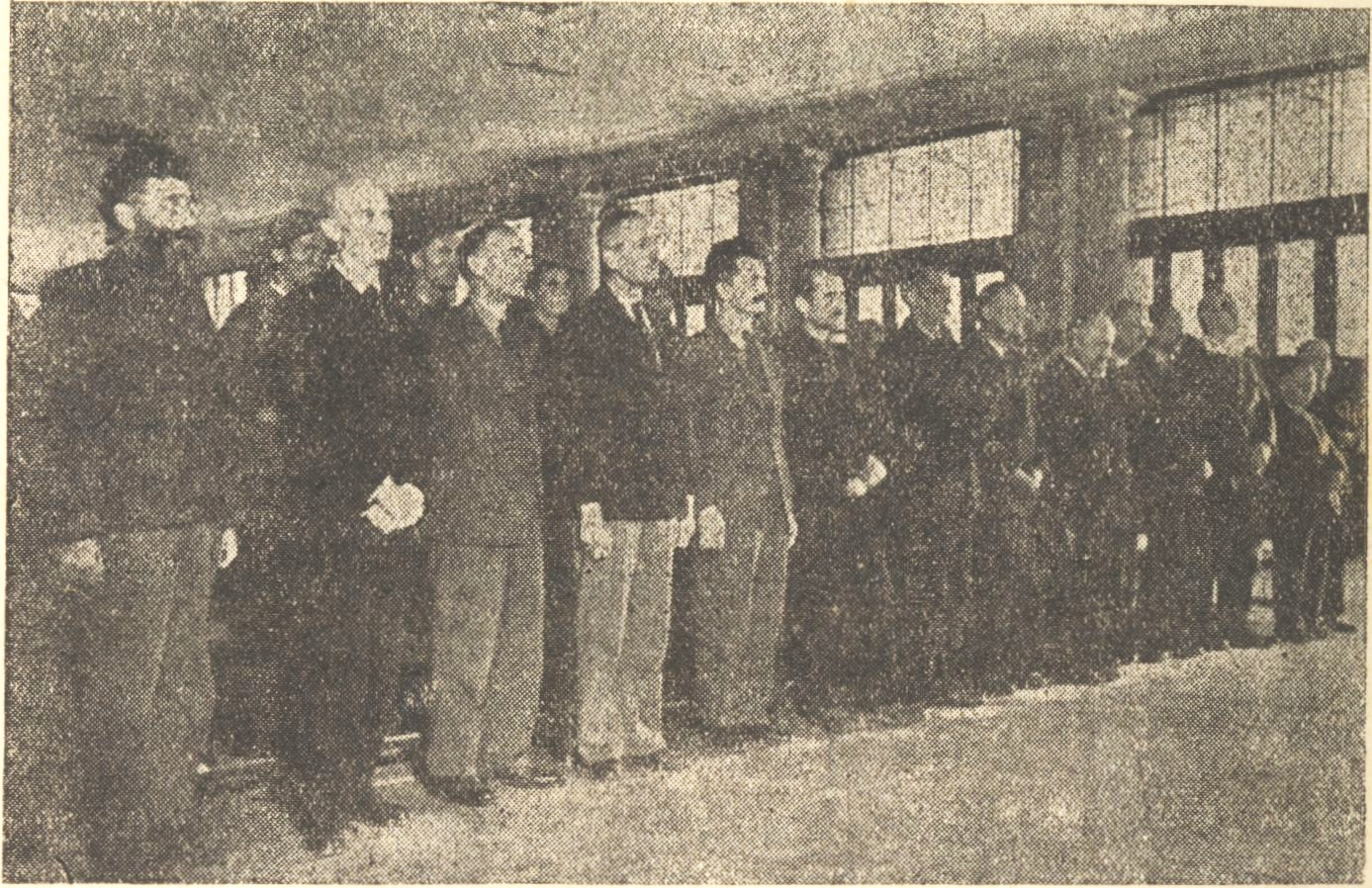
宣读判决书时的切特尼克领导人

第二次世界大战结束后，切特尼克在新成立的南斯拉夫社会主义联邦共和国被彻底禁止。1945年11月29日，南斯拉夫制宪会议以压倒性的全民公投结果废黜了国王彼得二世，并成立了南斯拉夫社会主义联邦共和国。切特尼克领导人要么逃离该国，要么被当局逮捕。1946年3月13日，米哈伊洛维奇被南斯拉夫安全机构逮捕。他被指控犯有叛国罪，最终判处死刑， 其他几位切特尼克知名人物在审判期间受到审判，并且都被判处了死刑。姆拉登·茹乔维奇被缺席审判并判处死刑，还有另外四人被判处监禁。1946年7月17日，米哈伊洛维奇与其他几名切特尼克领导人被行刑队处决。
1947年，莫姆契洛·久里奇因战争罪被南斯拉夫缺席审判并判处死刑。由于他已经逃跑，因此他被宣布为战犯。作为赫赫有名的迪纳拉师的指挥官，他组织和实施了一系列大规模屠杀、酷刑、强奸、抢劫和监禁，并与德国和意大利占领者合作。他被指控对战争期间1500人的死亡负有责任。在久里奇抵达美国后，他在重新组建切特尼克中发挥了重要作用，许多其他切特尼克派系的成员也逃到了美国中西部和澳大利亚。
据戴尼斯·贝契罗维奇称，战后南斯拉夫（包括波斯尼亚和黑塞哥维那）的国家结构将大多数塞尔维亚东正教牧师视为国家的潜在或真正的敌人。南斯拉夫共产主义者联盟对塞尔维亚东正教的消极态度也受到塞尔维亚正教会在战争中支持切特尼克的影响。宗教事务委员会的文件指出“战争期间大多数神父支持并与德拉扎·米哈伊洛维奇的运动合作；他们任命了一些因与占领者勾结而被定罪的教会机构管理人员"。
1951年1月，南斯拉夫政府指控16名切特尼克成员密谋推翻政府并在法国和美国军事情报协助下恢复君主制。在被指控的人中，15人被判处有期徒刑，1人被判处死刑。1952年1月12日，政府报告称，仍有四五个切特尼克“旅”存在与南斯拉夫，每个旅约400人，驻扎在匈牙利、罗马尼亚、保加利亚和阿尔巴尼亚边境以及黑山森林，袭击共产党分部和警察局。直到1952年11月，切特尼克还在卡利诺维克和特尔诺沃周围的山区和森林中活动。对切特尼克成员的审判一直持续到1957年。
1957年，布拉戈耶·约沃维奇和其他居住在阿根廷的前切特尼克成员收到一位前意大利将军的情报，得知躲藏在阿根廷的安特·帕韦利奇的下落。当时，帕维利奇在天主教神职人员的帮助下，逃到了阿根廷。约沃维奇和其他切特尼克成员实施了一项暗杀计划，1957年4月10日，约沃维奇刺杀帕韦利奇。在暗杀行动中，帕韦利奇受了两处枪伤，幸免于难，但在两年后的1959年12月28日因刺杀带来的后遗症在马德里去世。
1975年，居住在芝加哥的切特尼克同情者尼古拉·卡瓦贾（Nikola Kavaja），策划了针对一名南斯拉夫领事居所的炸弹袭击，这是在美国和加拿大针对南斯拉夫的一系列恐怖袭击中的第一起。他和他的同谋在联邦调查局的一次诱捕中被捕，并因该事件和计划在南斯拉夫共和国日袭击两个南斯拉夫招待会而被判犯有恐怖主义罪。同年晚些时候，在前往接受判决的航班上，他劫持了美国航空公司293航班，意图将飞机撞向位于贝尔格莱德的铁托府邸，但被成功阻止，他最终被判处67年监禁。

## 遗产

### 南斯拉夫内战

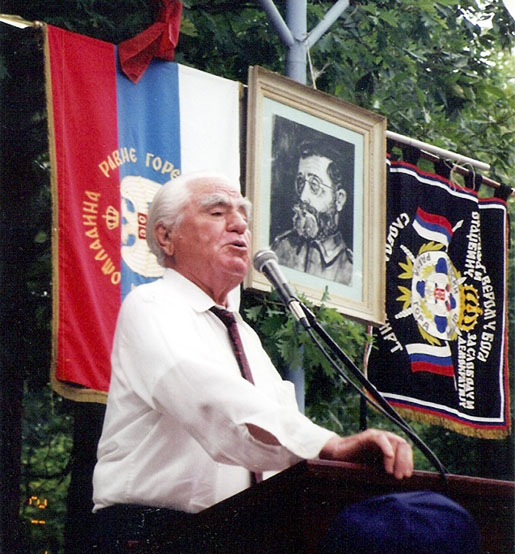
莫姆契洛·久里奇在加拿大进行演讲

1989年斯洛博丹·米洛舍维奇掌权后，各种切特尼克组织东山再起。他的政权「为发动1990-1992年的切特尼克团体暴动及其后的资助做出了决定性贡献」。1989年6月28日，在科索沃战役600周年之际，塞族人在克罗地亚达尔马提亚北部、克宁、奥布罗瓦茨和本科瓦茨等“切特尼克老窝”举行了第一次反克罗地亚政府示威。
同一天，莫姆契洛·久里奇宣布沃伊斯拉夫·舍舍利立即成为切特尼克沃伊沃德，并命令他“将所有克罗地亚人、阿尔巴尼亚人和其他外国人驱逐出神圣的塞尔维亚领土”，并表示只有在塞尔维亚清除了“最后一个犹太人、阿尔巴尼亚人和克罗地亚人”后，他才会返回塞尔维亚。与此同时，塞尔维亚东正教会开始了纪念在科索沃战役中阵亡的拉扎尔大公的圣物箱游行。
同年晚些时候，沃伊斯拉夫·舍舍利、武克·德拉什科维奇和米尔科·约齐奇组建了塞尔维亚民族复兴党 (简称SNO)，这是一个切特尼克政党。1990年3月，德拉斯科维奇和舍舍利与SNO分裂，成立了一个独立的切特尼克政党，即塞尔维亚复兴运动（简称SPO）。1990年6月18日，舍舍利组织了塞尔维亚切特尼克运动 (简称SČP)，但由于其明显的切特尼克身份而未被允许正式注册。1991年2月23日，SČP与民族激进党合并，成立塞尔维亚激进党（简称SRS），舍舍利担任主席，托米斯拉夫·尼科利奇担任副主席。 这也是一个切特尼克政党，以新法西斯主义为导向，致力于扩大塞尔维亚的领土。1991年7月，克罗地亚爆发一场冲突，当地塞族人在拉夫纳·高拉山区举行集会，高呼战争口号，并追忆二战期间切特尼克屠杀克罗地亚人和穆斯林的“荣耀”，SPO也在当地举行了多次集会。
南斯拉夫内战期间，许多塞尔维亚准军事人员都自称为切特尼克人。塞尔维亚革命卫队的军事部门被称为“Chetniks”，他们还从南斯拉夫人民军和塞尔维亚警察那里获得武器。舍舍利亲自帮助武装位于克罗地亚的塞尔维亚人，并在塞尔维亚和黑山招募志愿者，同时向克罗地亚派遣了5000人，向波斯尼亚和黑塞哥维那派遣了多达30000人。舍舍利表示，“切特尼克人从未在南斯拉夫人民军和塞尔维亚警察的保护伞之外行动”。杰利科·拉兹尼亚托维奇也自称为切特尼克人，他领导着一支名为塞尔维亚义勇军（简称SDG）的切特尼克部队。SDG与塞尔维亚内政部有联系，他们在人民军指挥下运作，并且直接向米洛舍维奇汇报，其部队规模在1000到1500人。时任塞尔维亚内政部长将SNO的青年军事组织重新组成“白鹰”，这是一个密切基于二战切特尼克运动的准军事组织，并呼吁建立一个没有穆斯林和异教徒的东正教塞尔维亚。尽管舍舍利否认白鹰与切特尼克的联系，但是它与SRS的关系十分密切。
白鹰队和SDG都收到了南斯拉夫反情报局的指示。1991年9月至10月，奥兹伦切特尼克（Ozren Chetnik）成立，以“继承第二次世界大战中‘最好’的切特尼克传统“。与此同时，一个名为切特尼克复仇者（Chetnik Avengers）的准军事组织也宣布成立，由米兰·卢基奇领导，他后来又成为了白鹰的指挥官。斯拉夫科·阿列克西奇领导的一支切特尼克部队在塞族共和国军队的指挥下行动。1991年，它在克罗地亚的克拉伊纳地区与克军作战，1992年在波斯尼亚和黑塞哥维那的萨拉热窝周围作战。
自封的塞族共和国总统米洛舍维奇和拉多万·卡拉季奇利用舍舍利和拉兹尼亚托维奇的部队作为其计划的一部分，通过种族清洗、恐怖袭击和强制迁徙来驱逐非塞尔维亚人并建立一个大塞尔维亚 。舍舍利和拉兹纳托维奇的组织在RAM计划中充当了“自治”团体的角色，该计划试图组织塞尔维亚境外的塞族人，巩固对塞尔维亚族民主党的控制，并准备武器和弹药，以建立一个“所有塞族人及其领土将共同生活在同一个国家”。根据历史学家诺埃尔·马尔科姆的说法，“卡拉季奇和他的政党所采取的步骤——宣布塞族人自治、武装塞族人、当地发生的小冲突、不间断的宣传、要求联邦军队“保护”——与克罗地亚所做的完全一致。很少有观察者会怀疑有一个单一的计划正在实施。"
这些新成立的切特尼克部队与他们的前辈一样，都犯下了大规模屠杀以及其他战争罪行。1991年，克罗地亚城镇埃尔杜特被SDG和人民军强行接管，并并入傀儡国塞尔维亚克拉伊纳共和国。克罗地亚人和其他非塞尔维亚人要么被驱逐要么被杀害，而塞尔维亚人重新定居在原先克罗地亚人的村镇。1992年4月1日，SDG袭击了比耶利纳，并对穆斯林平民进行了屠杀。4月4日，切特尼克非正规军协助人民军炮击萨拉热窝。4月6日，切特尼克和人民军袭击了比耶利纳、福查、布拉图纳茨和维舍格勒。4月9日，SDG和舍舍利的切特尼克部队协助军队占领了兹沃尔尼克并制造了兹沃尔尼克大屠杀。

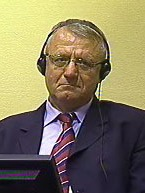
正在接受审判的舍舍利

拉兹尼亚托维奇向米洛舍维奇、拉特科·姆拉迪奇和布拉戈耶·阿季奇发送的报告称，他们的计划正在取得进展，并指出对居住在波黑的波斯尼亚人的心理攻击是有效的，应该继续下去。切特尼克部队还在武科瓦尔和斯雷布雷尼察进行了大规模屠杀。白鹰对沃钦、维舍格勒和福查等地制造了多起屠杀，并对居住在桑扎克的穆斯林进行了威胁和恐吓。1992年9月，切特尼克试图通过拆除普列夫利亚和桑扎克穆斯林的商店和房屋来迫使他们逃离，同时高喊“‘土耳其人’离开”和“这里是塞尔维亚”。到1993年中期，当地的穆斯林遭受了一百多起炸弹袭击、绑架、强制办理和枪击事件，SPO在回应桑扎克的自治请求时也威胁要驱逐穆斯林。
随着战争的进行，SRS成为米洛舍维奇的政府合作伙伴，1998年，久里奇公开表示，他很遗憾将沃伊沃达这一头衔授予舍舍利。 他说：“当我提名舍舍利为沃伊沃达时，我太天真了；我请求我的人民原谅我。塞尔维亚最伟大的掘墓人是斯洛博丹·米洛舍维奇”，并且他“对舍舍利公开与米洛舍维奇的社会主义者合作感到失望，共产党人只是改了名字……舍舍利玷污了切特尼克人和塞尔维亚民族主义的声誉。”2000年，拉兹尼亚托维奇在受到前南斯拉夫问题国际刑事法庭起诉之前被暗杀。2003年，舍舍利向前南问题国际法庭自首并被指控犯下战争罪，但是他于2016年被无罪释放。